# الخط الزمني للأحداث المتعلقة بداعش (2015)
تحتوي هذه المقالة على الجدول الزمني للأحداث من يناير 2015 إلى ديسمبر 2015 المتعلقة بتنظيم الدولة الإسلامية في العراق والشام (داعش). وتحتوي هذه المقالة على معلومات عن أحداث ارتكبها تنظيم الدولة الإسلامية (داعش) أو بالنيابة عنه، فضلا عن أحداث قامت بها جماعات أو تنظيمات معارضه له.

## الخط الزمنى للأحداث

### کانون الثاني / يناير 2015
أصدر الناطق الرسمي باسم تنظيم الدولة الإسلامية في العراق والشام (داعش) أبو محمد العدناني بيانا صوتيا قبل فيه التعهد السابق بالولاء وأعلن عن توسيع خلافة تنظيم الدولة الإسلامية بإقامة ولاية خراسان (خراسان الكبرى)، وهي منطقة تاريخية تضم أجزاء من دولة أفغانستان الحديثة، وباكستان. تم تعيين حافظ خان سعيد والى على ولاية خراسان. وكان عبد الرؤوف قد تم تعيينه نائبا لحافظ خان، ولكنه قتل بسبب غارة أمريكية من طائرة بدون طيار في أفغانستان بعد ذلك بعدة أسابيع.
- 4 كانون الثاني / يناير: هاجم عناصر تنظيم الدولة الإسلامية في العراق والشام (داعش) السعودية مرة أخرى بالقرب من مدينة عرعر الحدودية بالمملكة العربية السعودية بالقرب من الحدود العراقية، مما أسفر عن مقتل أربعة جنود من حرس الحدود السعودي. كما قتل أربعة من مقاتلي تنظيم داعش في الاشتباكات.[4][5]
- 5 کانون الثاني / ینایر: في بلدة عين العرب (کوباني)، استولت وحدات حمایة الشعب الکردیة علی المقرات الحکومیة والأمنیة ومناطق الریفیة والصناع والثروة والبنات. كما تقدمت وحدات حماية الشعب في حي ميستانور جنوب البلدة. وفقا للمرصد السوري لحقوق الإنسان، فإن وحدات حماية الشعب أصبحت مسيطرة الآن على 80٪ على الأقل من بلدة عين العرب كوباني. وقتل ما لا يقل عن 14 مسلحا من تنظيم داعش في الاشتباكات.[6][7]
- 6 كانون الثاني / يناير: فجرت انتحارية نفسها في مركز للشرطة في وسط منطقة السلطان أحمد في إسطنبول، وتم تحديد هوية الشخص الانتحارى بأنها تدعى ديانا رامازوفا، وهي مواطنة شيشانية روسية من داغستان. وتقوم الشرطة التركية حاليا بالتحقيق في صلات رامازوفا المحتملة بتنظيم القاعدة أو تنظيم الدولة الإسلامية في العراق والشام (داعش). وكشفت تحقيقات أخرى بأن المشتبه بها كان لديها صور مع عناصر من تنظيم داعش.[8][9]
- 10 يناير / كانون الثاني: أسفر تفجير انتحاري في مقهى بمدينة طرابلس في لبنان عم مقتل 9 أشخاص وجرح 30. وتم توجيه الاتهام في البداية إلى مقاتلين من تنظيم داعش، على الرغم من أن تقارير أخرى رجحت أن تكون جبهة النصرة وحدها هي المسؤولة.[10][11]
- 12 كانون الثاني / يناير: قام تنظيم داعش بمهاجمة مدينة غوير، التي تمكنت القوات العراقية من إعادتها في أغسطس / آب 2014. وتمكن تنظيم الدولة الإسلامية (داعش) من قتل 30 مقاتلا كرديا أثناء المعارك، على الرغم من الغارات الجوية التي تقودها الولايات المتحدة. وقام تنظيم الدولة الإسلامية (داعش) باختطاف 21 مسيحيا مصريا في مدينة طرابلس، بليبيا.[12][13][14]
- 13 كانون الثاني / يناير: تمكن شخص ادعي أنه يمثل داعش من اختراق حساب الجيش الأمريكي على تويتر وهدد بالانتقام من الجنود الأمريكيين بسبب تدخل الولايات المتحدة عسكريا ضد تنظيم داعش، ونشر شريط فيديو يحذر فيه تنظيم داعش من الهجوم العسكري الأمريكي. وزعمت جماعة أنصار بيت المقدس التابعة لتنظيم داعش أنها اختطفت وقتلت أحد رجال الشرطة المصريين ويدعى أيمن الدسوقي.[15][16]
- 14 كانون الثاني / يناير: اعتقلت أجهزة الأمن الأمريكية شخص يدعى كريستوفر لي كورنيل، وهو متعاطف مع تنظيم داعش، بتهمة التخطيط لتفجير مبنى الكابيتول الأمريكي.[17]
- 15 كانون الثاني / يناير: قتلت الشرطة البلجيكية اثنان من الإرهابيين المشتبه في صلتهم بتنظيم داعش وأصيب آخر بجروح في بلدة فيرفيرز البلجيكية أثناء عملية أمنية ضد الإرهاب.[18]
- 17 كانون الثاني / يناير: اندلع قتال في بلدة الحسكة السورية بين قوات الحكومة السورية والميليشيات الكردية، وهي وحدات حماية الشعب الكردية (YPG). وقد اشتبك الجانبان، بعد حالة من السلام بينهما سابقا وتركيزهما على أعدائهم الآخرين، وذلك عندما استولت القوات الحكومية على مبانى متفق على أنها منزوعة السلاح، وفقا لما ذكره المرصد السوري لحقوق الإنسان.[19]
- 18 كانون الثاني / يناير: اعتقلت إسرائيل 7 عرب اعترفوا بأنهم أعضاء في تنظيم الدولة الإسلامية (داعش). وكان الادعاء بأنه قد تم القبض عليهم قبل تنفيذهم لهجوم ارهابى وشيك.[20]
- 19 كانون الثاني / يناير: قال قائد القوات الخاصة الكندية أن القناصة الكنديين «اعترضوا» مع مقاتلي تنظيم داعش في العراق، بعد أن تعرضوا ل«مستشارين» يعملون في الخطوط الأمامية للقتل بإطلاق النار عليهم. وفي بلدة عين العرب (كوباني) أيضا، استولى مقاتلو وحدات حماية الشعب على تل ميستانور جنوب بلدة عين العرب (كوباني)، مما أسفر عن مقتل 11 من مقاتلي تنظيم داعش. وباستعادة هذا التل الاستراتيجى، أصبحت وحدات حماية الشعب تسيطر على طرق إمداد تنظيم داعش من حلب والرقة. وبحلول ذلك الوقت، تم تخفيض سيطرة تنظيم داعش على بلدة عين العرب (كوباني) إلى 15٪. إضافة إلى ذلك، توصل الموالون للحكومة السورية والمقاتلون الأكراد في الحسكة إلى وقف لإطلاق النار، على الرغم من استمرار الاشتباكات المتقطعة.[21][22][23]
- 20 كانون الثاني / يناير: هدد تنظيم داعش بقتل رهينتين يابانيين هما كينجي غوتو(صحفي) وهارونا يوكاوا (عامل في شركة عسكرية)، ما لم يتم دفع فدية قدرها 200 مليون دولار أمريكي. كما أفاد المرصد السورى لحقوق الإنسان بأن البغدادي، زعيم تنظيم الدولة الإسلامية في العراق والشام (داعش)، قد أصيب بجروح في غارة جوية على بلدة القائم، وهي بلدة حدودية عراقية يسيطرعليها تنظيم الدولة الإسلامية (داعش)، ونتيجة لذلك انسحب إلى سوريا.[24][25][26][27]
- 21 كانون الثاني / يناير: بدأ مقاتلو البشمركة الكردية عملية مخططة للسيطرة على الموصل، وتحرير عدد من القرى مجاورة للموصل، وإعاقة طرق إمداد تنظيم داعش الأساسية بين الموصل وتلعفر وسوريا. كما نفذت العديد من الغارات الجوية الأمريكية لمساعدة مقاتلي البيشمركة الكردية قبل وأثناء عملية التحرير. وقتل ما يقدر بنحو 200 مقاتل من تنظيم الدولة الإسلامية (داعش) في العراق في اليوم الأول من الاشتباكات. كما وضعت البشمركة نفسها على ثلاث جبهات بالقرب من الموصل. وأسفرت الغارات الجوية الأمريكية بالقرب من مدن سنجار وكركوك والرمادي العراقية عن تدمير أسلحة تنظيم داعش الثقيلة وقتلت عددا غير معروف من المقاتلين.[25][25][28][29][30]
- 23 يناير / كانون الثاني: أعلنت القوات الكردية عن إطلاق 20 صواريخ من طراز غراد على الموصل، بعد تلقيها معلومات استخباراتية تفيد بأن مسلحين من تنظيم داعش كانوا يجتمعون للقاء بالقرب من حي الزهور في المدينة. وقال الكابتن شيفان أحمد أنه تم اطلاق الصواريخ من على بعد حوالي 19 كيلومترا شمال الموصل، وأن الصواريخ أصابت أهدافها. وادعى تنظيم الدولة الإسلامية (داعش) أن الصواريخ أصابت المدنيين أيضا.[31]
- 24 كانون الثاني / يناير: صد الجيش اللبناني عملية توغل أخرى مشتركة بين تنظيم داعش وجبهة النصرة بالقرب من بلدة عرسال، مما أدى إلى مقتل 5 جنود لبنانيين.[32]
- 25 كانون الثاني / يناير: نشر تنظيم داعش شريط فيديو يعلن فيه أنه أعدم الرهينة اليابانى هارونا يوكاوا، وقام بفرض مطالبه. وأنه لم يعد يريد فدية بقيمة 200 مليون دولار أمريكي؛ وأنه بدلا من ذلك، يطالب بالإفراج عن السجينة ساجدة مبارك عطروس الريشاوي مقابل الرهينة اليابانى كينجي غوتو ومعاذ الكساسبة الطيار الأردني المقاتل. كما تم السيطرة على قرية ماميد من قبل وحدات حماية الشعب ومقاتلي الجيش السوري الحر. وقد فقد تنظيم الدولة الإسلامية (داعش) 12 مسلحا وسيارة في الاشتباكات. وفي اليوم نفسه، قطع مقاتلو وحدات حماية الشعب طريق إمدادات تنظيم داعش إلى بلدة عين العرب كوباني، مما أجبر تنظيم الدولة الإسلامية (داعش) على التراجع. وبحلول ذلك الوقت، تم تخفيض سيطرة تنظيم داعش على بلدة عين العرب (كوباني) إلى 10٪. غير أن التنظيم أرسل 140 مقاتلا إضافيا، معظمهم دون سن 18 عاما، للمساعدة في استعادة بلدة عين العرب (كوباني).[33][34][35][36][37][38][39]
- 25 كانون الثاني / يناير: 392 من عناصر القوات الخاصة ووحدات من الشرطة الوطنية الفلبينية تعمل على مطاردة صانع القنابل الماليزي وزعيم الجماعة الإسلامية زولكيفلي بن هير، المعروف باسم مروان، وصانع القنابل الفلبيني عبد الباسط عثمان. كلاهما اثنين من الإرهابيين المطلوبين التي يحميها مقاتلو حركة بانغسامورو الإسلامية المسلحة وهي جماعة متمردة تعهدت بالولاء لتنظيم داعش في عام 2014. وداهمت إحدى فرق القوات المسلحة الفلبينية كوخ حيث كانوا يعتقدون أن مروان كان موجودا فيه ونجحوا في قتله. وعندما كانت قوات الكوماندوز تتراجع من الهجوم على أهدافها تعرضت لإطلاق النار من مقاتلى حركة بانغسامورو الإسلامية المسلحة. وفي إطار المناورة بعيدا عن هجوم مفاتلين الحركة، ضلت القوات الخاصة والشرطة الطريق في الأراضي التي تسيطر عليها جبهة تحرير مورو الإسلامية (جماعة متمردة أخرى وقعت اتفاق سلام مع حكومة الفلبين) وذلك على بعد عدة كيلومترات، وتلا ذلك «خطأ» أسفر عن مقتل 44 من أفراد قوات الشرطة و 16 جريحا. وقتل ما لا يقل عن 18 مقاتلا من جبهة تحرير مورو الإسلامية و 5 من مقاتلي حركة بانغسامورو الإسلامية المسلحة.[40][41][42]
- 26 كانون الثاني / يناير: قامت وحدات حماية الشعب الكردية، بمساعدة من الضربات الجوية الأمريكية، بإجبار مقاتلين تنظيم داعش في بلدة عين العرب (كوبانى) على التراجع، وتمكنت وحدات حماية الشعب من دخول المناطق النائية الشرقية، وبالتالي تمكنت من استعادت بالكامل بلدة عين العرب (كوباني). ومع ذلك، لا تزال مقاومة تنظيم داعش مستمرة في الضواحي الشرقية لبلدة عين العرب (كوباني)، ولا تزال المناطق المحيطة ببلدة عين العرب (كوبانى) واقعة تحت احتلال تنظيم الدولة الإسلامية (داعش).[25][39][43][44][45][46]
- 27 كانون الثاني / يناير: قتل مسلحون يشتبه في أنهم من تنظيم داعش في ليبيا ثمانية أشخاص، بعد اقتحام فندق كورنثيا باب أفريقيا في مدينة طرابلس وتفجير سيارة مفخخة. كما استولى مقاتلو وحدات حماية الشعب على قرية هلنيج جنوب شرق بلدة عين العرب (كوباني)، وحاصروا أيضا مقتلى تنظيم داعش في الريف الجنوبي للبلدة. وفي اليوم التالي، استعاد مقاتلو وحدات حماية الشعب وقوات الجيش الحر قرية كولاما، ومركز سيران التجاري، وقاعة نوروز. وفي وقت لاحق من يوم 27 كانون الثاني / يناير، قام مقاتلو وحدات حماية الشعب بإخراج مقاتلى تنظيم داعش المتبقية في الركن الجنوبي الشرقي لبلدة عين العرب (كوباني)، وبالتالي تأمين السيطرة بنسبة 100٪ على البلدة.[47][48][49][50][51]
- 29 كانون الثاني / يناير: ادعى أحد مقاتلين تنظيم الدولة الإسلامية (داعش) أن التنظيم قد هرب حوالى 4.000 من المسلحين إلى الاتحاد الأوروبي تحت ستار اللاجئين المدنيين. وادعى تنظيم الدولة الإسلامية (داعش) أن المقاتلين يخططون لهجمات انتقامية.[52]
- 31 كانون الثاني / يناير: ادعي تنظيم داعش أنه قطع رأس الصحفي الياباني كينجي غوتو، وهو ثاني إعدام لتنظيم داعش لشخص ياباني.[33][53][54][55]

### شباط / فبراير 2015

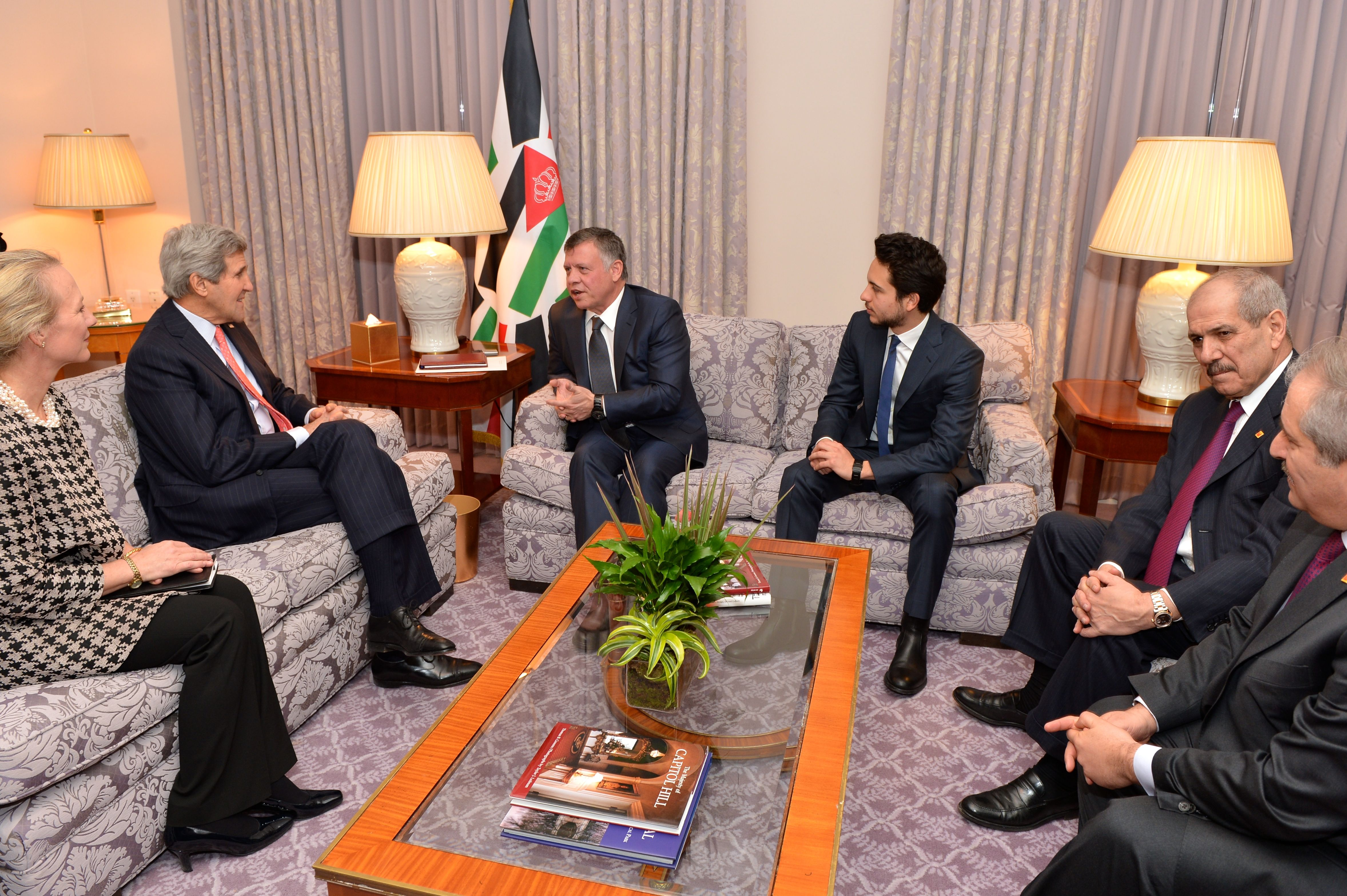
اجتماع بين وزير الخارجية الأمريكي جون كيري والسفير الأمريكي في الأردن أليس ويلز مع الملك الأردنى عبد الله الثاني وولي العهد الأمير حسين بن عبد الله ووزير الخارجية الأردني ناصر جودة وعدد من المستشارين في العاصمة الأمريكية واشنطن يوم 3 فبراير 2015.

- 3 شباط / فبراير: أصدر تنظيم الدولة الإسلامية في العراق والشام (داعش) شريط فيديو عن الرهينة الأردني الطيار معاذ الكساسبة الذي أحرق حتى الموت بينما كان محجوزا في قفص. ووقعت احتجاجات في الأردن من بعض الأردنيين يطالبون بالانتقام من تنظيم الدولة الإسلامية (داعش). كما شن تنظيم الدولة الإسلامية (داعش) توغل آخر بالقرب من بلدة عرسال، في لبنان، انطلاقا من قاعدته في ريف دمشق بالقرب من الحدود السورية غرب قرية فليطة، واعتبرت من أشد هجمات تنظيم داعش على لبنان منذ توغله في عرسال من أغسطس / آب 2014.[56][57][58][59]
- 4 شباط / فبراير: أعدم الأردن اثنين من سجناء تنظيم القاعدة في العراق، انتقاما من حرق تنظيم الدولة الإسلامية (داعش) للطيار الأردني. منهم السجينة ساجدة الريشاوي، التي فشلت في تنفيذ هجوم انتحارى وكانت تابعة لتنظيم القاعدة في العراق والذي أراد تنظيم داعش الإفراج عنها في مقايضة السجناء التي كانت مقترحة مقابل الطيار الأردنى، ولكنها أعدمت عقب اعدام الطيار الأردنى . كما ذكر التليفزيون الأردني أن الطيار الأردني معاذ الكساسبة كان قد اعدم من قبل تنظيم الدولة الإسلامية في العراق والشام في 3 يناير / كانون الثاني 2015. وتعهد العاهل الأردني الملك عبد الله الثاني ب «حرب لا هوادة فيها» ضد تنظيم داعش على أراضيه انتقاما لقتل الكساسبة. وأكد الأكراد السوريون الذين يقاتلون تنظيم داعش قرب بلدة عين العرب (كوباني) أنهم لا يواجهون «مقاومة» بسبب استمرار تنظيم داعش في سحب مقاتليه كلما دخل الأكراد قرية أخرى. وفي وقت لاحق من يوم 4 شباط / فبراير، بدأ الأردن شن غارات جوية على مواقع تنظيم الدولة الإسلامية (داعش) في العراق، ردا على قتل داعش للطيار الأردني معاذ الكساسبة. وأسفرت الغارات الجوية عن مقتل 55 من مقاتلي تنظيم داعش في الموصل، وكان من بينهم قائد كبير في تنظيم داعش يعرف باسم «أمير ولاية نينوى».[57][60][61][62][63]
- 5 شباط / فبراير: واصلت طائرات سلاح الجو الملكى الأردنى من طراز F-16 غاراتها الجوية ضد تنظيم الدولة الإسلامية في العراق والشام (داعش)، واستهدفت مقاتلين بالقرب من عاصمة تنظيم داعش في سوريا بالقرب من مدينة الرقة.[64][65]
- 6 شباط / فبراير: أدت سلسلة مستمرة من الغارات الجوية للتحالف الدولى في الرقة إلى مقتل أكثر من 30 من مقاتلي تنظيم داعش.[66]
- 7 شباط / فبراير: ادعى تنظيم الدولة الإسلامية (داعش) في شريط فيديو أن الرهينة الأمريكية كايلا مولر قتلت في غارة جوية لسلاح الجو الملكى الأردني على مدينة الرقة في 5 شباط / فبراير. إلا أن بعض الخبراء يعتقدون أنها ربما تكون قد قتلت قبل تاريخ إطلاق الفيديو، حتى يحاول تنظيم الدولة الإسلامية (داعش) ضرب العلاقات بين الولايات المتحدة والأردن من خلال إلقاء اللوم على وفاتها على الغارات الجوية الأردنية.[67][68][69]
- 8 شباط / فبراير: أفادت التقارير بأن تنظيم الدولة الإسلامية (داعش) استولى على مدينة النوفلية في ليبيا بعد وصول قافلة مكونة من 40 مركبة مدججة بالسلاح من مدينة سرت وأمرت سكان النوفلية «بالتوبة» وأن يتتعهدوا بالولاء لأبو بكر البغدادي زعيم تنظيم الدولة الإسلامية (داعش). وتم تعيين علي القرقع أمير التنظيم في المدينة.[70][71]
- 9 شباط / فبراير: استهدفت غارات جوية أمريكية معاقل تنظيم الدولة الإسلامية (داعش) في مدينة الحويجة وما حولها، وهي مدينة مختلطة كردية عربية تقع إلى الغرب من مدينة كركوك، وتخضع لسيطرة تنظيم الدولة الإسلامية (داعش) منذ حزيران / يونيه 2014.[72]
- 10 فبراير: أكد الرئيس الأمريكي باراك أوباما وفاة الرهينة الأمريكية كايلا مولر من قبل تنظيم داعش.[67][73][74][75]
- 12 شباط / فبراير: استولى مقاتلو تنظيم داعش على معظم مدينة خان البغدادي، وتشير بعض التقارير أن نسبة سيطرت التنظيم على المدينة إلى 90 في المائة وتقع على بعد 85 كيلومترا شمال غرب الرمادي. وأفيد أيضا بأن تنظيم الدولة الإسلامية (داعش) شن هجوما مباشرا على قاعدة عين الأسد الجوية، حيث يوجد ما يقرب من 300 جندي أمريكي.[76][77]
- 14 شباط / فبراير: أكد البرلمان الليبي مقتل 21 من العمال المسيحيين الأقباط المصريين المختطفين في ليبيا على يد تنظيم الدولة الإسلامية (داعش)، بعد أن نشرت مجلة (دابق) باللغة الإنجليزية صورا تدعي إعدامهم.[78]
- 16 شباط / فبراير: قامت القوات الجوية المصرية بالرد على تنظيم داعش بسبب قيامه بقطع رأس 21 مسيحيا مصريا بقصف معسكرات تنظيم داعش ومواقع التدريب ومستودعات تخزين الأسلحة والذخيرة في ليبيا. وقتل 50 من مقاتلي تنظيم داعش في درنة بسبب الغارات الجوية الأولى[79][80]
- 17 شباط / فبراير: كشف تنظيم الدولة الإسلامية (داعش) أنه قام بشن هجوما كبيرا آخر على مدينة أربيل، على بعد 45 كيلومترا (28 ميلا) من المدينة.[81]
- 20 شباط / فبراير: قام بيار شوليه، المعروف باسم «أبو طلحة الفرنسي» وهو من الفرنسيين الذي غادروا فرنسا إلى سوريا في تشرين الأول / أكتوبر 2013، بتفجير نفسه في عملية انتحارية أثناء الهجوم على قاعدة عسكرية في العراق.[82]
- 21 شباط / فبراير: قام البابا تواضروس الثاني بابا الكنيسة القبطية الأرثوذكسية بتأبين 21 مسيحيا مصريا قام بقتلهم تنظيم الدولة الإسلامية في العراق والشام (داعش) في ليبيا. وأعلن أنه سيتم اقامته في يوم 8 أمشير حسب التقويم المصرى القبطي، أو 15 فبراير حسب التقويم الميلادى كما يحدث مع الشهداء والقديسين. شن الأكراد السوريون هجوم كبير لاستعادة الأراضي التي يحتلها تنظيم الدولة الإسلامية (داعش) في محافظة الحسكة، وتحديدا في منطقة تل حميس، بدعم من الضربات الجوية الأمريكية. وتم السيطرة على 20 قرية على الأقل، وقتل 12 مسلحا خلال الاشتباكات.[83][84]
- 23 شباط / فبراير: اقتحم مسلحين من تنظيم داعش المكتبة المركزية في الموصل، مما أدى إلى تدمير حوالي 100 ألف كتاب ومخطوطات وصحف. واختطف تنظيم داعش 150 مسيحيا آشوريا من قرى قريبة من تل تمر في شمال شرق سوريا بعد شن هجوم كبير في المنطقة. وأفيد بأن تنظيم الدولة الإسلامية (داعش) قد أحرق حوالي 8000 كتاب ومخطوطة نادرة بعد تدمير مكتبة الموصل في العراق.[85][86][87][88][89]
- 25 فبراير / شباط: يعتقد الخبراء أن ثلاث تلميذات بريطانية كانوا قد ذهبوا إلى تركيا وسافروا إلى سوريا وانضموا إلى تنظيم الدولة الإسلامية (داعش).[90][91]
- 26 شباط / فبراير: بلغ عدد المسيحيين الآشوريين الذين اختطفهم تنظيم الدولة الإسلامية في العراق والشام من القرى الواقعة في شمال شرق سوريا في الفترة من 23 إلى 25 فبراير / شباط إلى 220 شخصا على الأقل، وفقا للمرصد السوري لحقوق الإنسان، وهو مجموعة مراقبة للأحداث في سوريا مقرها بريطانيا. وقد تم الإفراج عن تقرير إعلامي عن الدمار الشامل للقطع الأثرية التاريخية في متحف الموصل من قبل تنظيم الدولة الإسلامية في العراق والشام، بما في ذلك تماثيل لثيران مجنحة. وتم الكشف عن الجهادي جون بأن اسمه محمد إموازي، وهو رجل بريطاني من مواليد الكويت يبلغ من العمر 27 عاما من عائلة من الطبقة المتوسطة نشأ في غرب لندن، وتخرج من جامعة وستمنستر في البرمجة الحاسوبية.[92][93][94][95]
- 27 فبراير / شباط: أفاد حزب الاتحاد الديمقراطي الكردي والمرصد السوري لحقوق الإنسان أن المقاتلين الأكراد، بمساعدة الغارات الجوية للتحالف، استعادوا بلدة تل حميس، فضلا عن معظم قرى المنطقة التي كان يحتلها تنظيم داعش. وقتل ما لا يقل عن 175 من مقاتلي تنظيم داعش و 30 من مقاتلي وحدات حماية الشعب في الاشتباكات.[25][96][96]

### آذار / مارس 2015
نشرت مجموعة من المسلحين في شمال أفغانستان بقيادة سادولا أورجينجي شريط فيديو قالوا فيه إنهم لم يعودوا ينظرون إلى الملا عمر كزعيم لهم وتعهدوا بالولاء لأبو بكر البغدادي زعيم تنظيم داعش.
- 1 آذار / مارس: قام مقاتلو وحدات حماية الشعب الكردية، بمساعدة من الضربات الجوية الأمريكية، بطرد مقاتلي تنظيم داعش خارج تل براك، مما أدى إلى الحد من احتلال تنظيم داعش لمنطقة الجزيرة الشرقية للقرى الواقعة بين تل براك وتل حميس.[99]
- 2 آذار / مارس: شنت القوات الأمنية العراقية عملية عسكرية واسعة النطاق لاستعادة مدينة تكريت بمشاركة 30 ألف جندي عراقي تدعمهم مقاتلات التحالف الدولى وقامت بمحاصرة المدينة من ثلاث جبهات.[100][101]
- 5 آذار / مارس: أفادت الأنباء بأن تنظيم الدولة الإسلامية في العراق والشام (داعش) بأنه قد دمر مدينة النمرود الآشورية القديمة ومواقعها الأثرية، مدعيا أن المدينة والآثار الموجودة بها تدعوا إلى الكفر.[102]
- 6 آذار / مارس: أفادت الأنباء بأن العديد من المقاتلين الأجانب في تنظيم الدولة الإسلامية في العراق والشام (داعش) وكبار القادة في الموصل وتكريت قاموا بالفرار مع عائلاتهم إلى الرقة، في سوريا، بعد أن بدأت القوات العراقية هجوما علي تكريت وانتشارها من أجل الهجوم القادم لتحرير الموصل. وأكد مسؤول عراقي أثري بأن تنظيم داعش قام بتجريف مدينة نمرود الأشورية القديمة، وهي بلدة تأسست في القرن الثالث عشر قبل الميلاد، مع حجم غير مؤكدة من الأضرار. وقامت القوات العراقية وحلفائها بتفتيش المنازل في جارما بحثا غن مقاتلي تنظيم داعش. وقتل 47 مقاتلا من داعش و 5 مقاتلين عراقيين في غارما.[103][104][105][105]
- 7 آذار / مارس: سيطرت القوات العراقية على مدينة خان البغدادي، بدعم من الغارات الجوية للتحالف الدولى.[106][107]
- 7 آذار / مارس: أعلنت جماعة بوكو حرام عن ولائها لتنظيم الدولة الإسلامية في العراق والشام (داعش)، على الرغم من أن بعض الخبراء يعتقدون أن التعهد بالولاء رمزي إلى حد كبير بسبب بعد المسافة بين جماعة بوكو حرام وبين تنظيم الدولة الإسلامية في العراق والشام (داعش).[108][109]
- 8 آذار / مارس: اعتذر محمد إموازي، المعروف أيضا باسم «الجهادي جون»، لأسرته بسبب العار والتضييق الذي جلبه إليهما بعد الكشف عن هويته.[110]
- 9 آذار / مارس: تمكنت القوات الأمنية العراقية وحلفاؤها من استعادة بلدة العلم، في العراق. وقتل تسعة من أعضاء تنظيم الدولة الإسلامية في العراق والشام (داعش) بالقرب من مدينة الباب في سوريا. وأدت الغارات الجوية للتحالف الدولى لمحاربة الإرهاب إلى قتل وحدات من تنظيم داعش وتدميرها، بما في ذلك العمال في محطة ضخ النفط في محافظة دير الزور في سوريا.[111][112][112][113][114]
- 10 آذار / مارس: أفادت تقارير بأن تنظيم الدولة الإسلامية (داعش) قد دمر دير القديس جورج الآشوري الذي يعود للقرن العاشر، ومعهد لتعليم اللاهوت تابع للكنيسة الكلدانية الكاثوليكية بالقرب من الموصل.[115]
- 11 آذار / مارس: هدد تنظيم داعش عبر مكبرات الصوت بقطع رأس أي مدني يحاول مغادرة الموصل. وجاء هذا الإعلان بعد يوم واحد من قيام الطائرات الأمريكية بنشر منشورات ورقية على المدينة، محذرة من مواجهة عسكرية وشيكة، وتقدم المشورة لجميع المدنيين لاخلاء المدينة.[116]
- 12 آذار / مارس: أصدر أبو محمد العدناني، المتحدث باسم تنظيم الدولة الإسلامية في العراق والشام (داعش)، شريطا صوتيا رحب فيه بالتعهد الذي قدمته جماعة بوكو حرام بالولاء لتنظيم الدولة الإسلامية في العراق والشام (داعش)؛ ووصفها بأنها توسع لدولة الخلافة في غرب أفريقيا. وانشقت حركة الأحرار عن تنظيم داعش وانضمت إلى حركة طالبان باكستان.[117][118]
- 13 آذار / مارس: أعلنت مجموعة من المسلحين من الحركة الإسلامية الأوزبكستانية في شمال أفغانستان الولاء لتنظيم داعش[119]
- 15 آذار / مارس: أدى القتال حول مدينة تكريت إلى تدمير شبه كامل لقبر صدام حسين الواقع في العوجا. وقد نقلت جثة الرئيس السابق من الضريح واقتيدت إلى مكان مجهول العام الماضى، وفقا للسكان السنة المحليين.[120]
- 18 آذار / مارس: أفيد بأن أبو بكر البغدادي أصيب بجروح خطيرة في غارة جوية للتحالف على منطقة البعاج في محافظة نينوى، بالقرب من الحدود السورية. وأفيد بأن جراحه كانت خطيرة لدرجة أن كبار قادة تنظيم الدولة الإسلامية (داعش) عقدوا اجتماعا لمناقشة من سيحل محله إذا توفي.[121]
- 18 آذار / مارس: أعلن تنظيم داعش مسؤوليتها عن الهجوم الإرهابي الذي وقع في متحف باردو في تونس وأسفر عن مقتل 21 شخصا وإصابة العشرات بجروح.[122]
- 20 آذار / مارس: تم تحميل تنظيم الدولة الإسلامية (داعش) المسؤولية عن التفجير الانتحاري الرباعي الذي تم تنفيذه في مسجد بمدينة صنعاء في اليمن، والذي أسفر عن مقتل ما يقرب من 150 شخصا.[123]
- 26 آذار / مارس: في الفترة من 25 إلى 26 آذار / مارس، أفيد بأن غارات التحالف الدولى التي تقوده الولايات المتحدة قتلت أكثر من 150 من مقاتلي تنظيم داعش في الموصل.[124]
- 30 آذار / مارس: انشق قائد كبير في جماعة أنصار الشريعة في ليبيا، يدعى أبوعبد الله الليبي، وأعلن انضمامه إلى تنظيم الدولة الإسلامية في العراق والشام (داعش)، إلى جانب العديد من مقاتلي أنصار الشريعة الآخرين.[125]
- 31 آذار / مارس: استولت القوات العراقية على وسط مدينة تكريت، مع بقاء عدد جيوب المقاومة المتبقية لتنظيم داعش التي تتكون من حوالى 400 من مقاتلي التنظيم داخل المدينة.[126][127]

### نيسان / أبريل 2015
- 8 نيسان / أبريل: قام الجيش الكندي بأول غارة جوية على هدف لتنظيم داعش في سوريا. وشاركت طائرتان من طراز إف/إيه-18 سى الكنديتان في الغارة الجوية ضد عناصر لتنظيم داعش بالقرب من الرقة. وشارك في الغارة الجوية ما يقدر بعشرة طائرات للتحالف من بينها ستة من الولايات المتحدة.[128]
- 8 نيسان / أبريل: بناء على التقدم الذي أحرزته القوات العراقية في محافظة صلاح الدين، شنت القوات العراقية هجوما لاستعادة السيطرة على محافظة الأنبار من سيطرة تنظيم الدولة الإسلامية (داعش) ، وبدأ الهجوم في المنطقة الواقعة شرق الرمادي بدعم من طائرات التحالف. وفي رد انتقامي على الهجوم، أعدم تنظيم الدولة الإسلامية (داعش) 300 شخص في محافظة الأنبار. وأفيد أيضا أن 10.000 من مقاتلي العشائر السنية سيشاركون في هجوم الأنبار. كما دمر تنظيم داعش قلعة باشطابيا في الموصل التي أنشئت في القرن الثاني الهجرى.[129][130][131]
- 12 نيسان / أبريل: أعلنت الحكومة العراقية أن مدينة تكريت خالية من مقاتلى تنظيم داعش، ومؤكدة أنه من الآمن للسكان العودة إلى ديارهم، على الرغم أنه قد تبين فيما بعد أن جيوب المقاومة التي يتحصن فيها مقاتلى تنظيم داعش استمرت حتى 17 نيسان / أبريل. غير أن العديد من أهالي مدينة تكريت ما زالوا يخشون العودة إلى المدينة، ومن المتوقع أن تستغرق عمليات تنظيف المدينة لإزالة العبوات الناسفة والألغام التي خلفها التنظيم بسبب المعارك والتي يتراوح عددها بين 5.000 و 10.000عبوة سوف تستغرق عدة أشهر على الأقل. بالإضافة إلى ذلك، قتل أبو ماريا، وهو أكبر زعيم لتنظيم الدولة الإسلامية (داعش) في تكريت، مع مساعده الأعلى من قبل القوات العراقية في حقل عجيل النفطي بالقرب من تكريت، الذي استولى على ه مقاتلي تنظيم داعش الذين حاولوا الفرار من المدينة. كما أعلنت ولاية سيناء (تنظيم أنصار بيت المقدس (سابقا))، وهي جماعة أعلنت عن ولائها لتنظيم داعش في شبه جزيرة سيناء، مسؤوليتها عن تفجير في مصر أسفر عن مقتل 13 شخصا على الأقل وإصابة عشرات آخرين.[132][132][133][134][135][136]
- 17 نيسان / أبريل: عثرت قوات الأمن العراقية على 130عنصر من تنظيم داعش نائمة ومختبئة في تكريت وقتلتهم، والتي بذلك أنهت أخيرا معركة تكريت الثانية. بالإضافة إلى ذلك، اختنقت آلاف العائلات الهاربة من مدينة الرمادي غرب العراق من الزحام على نقاط التفتيش المؤدية إلى بغداد يوم الجمعة، بعد أن دفع تقدم مقاتلى تنظيم الدولة الإسلامية (داعش) على نشر الذعر وتخلى قوات الأمن عن التشبث للسيطرة على الوضع. وحذر مسؤولون أمريكيون وعراقيون من أن المدينة معرضة لخطر الوقوع تحت سيطرة تنظيم داعش على الرغم من سبعة أشهر من الغارات الجوية التي شنتها الطائرات الأمريكية في محافظة الأنبار.[133][135][137]
- 18 نيسان / أبريل: أعلنت ولاية خراسان التابعة لتنظيم الدولة الإسلامية (داعش) مسؤوليتها عن تفجير انتحاري في أفغانستان في 18 نيسان / أبريل أسفر عن مقتل ما لا يقل عن 33 شخصا وإصابة أكثر من 100 شخص، وفقا لبيان يعتقد أنه من الحركة.[138]
- 19 نيسان / أبريل: أصدر تنظيم الدولة الإسلامية في العراق والشام (داعش) شريط فيديو يظهر جريمة القتل وقطع رأس لحوالي 30 شخصا، تم التعرف عليهم على أنهم مسيحيون إثيوبيون تم اختطافهم على يد التنظيم في وقت سابق.[139]
- 20 نيسان / أبريل: أعلن صبي يبلغ من العمر 18 عاما من نيوزيلندا الانضمام إلى تنظيم الدولة الإسلامية (داعش) وذكر أنه مفقود. وتشعر نيوزيلندا وأستراليا بالقلق إزاء الإرهاب المرتبط بتنظيم الدولة الإسلامية (داعش) منذ تلك الحادثة . كما تم هزيمة تنظيم داعش في مخيم اليرموك، على يد قوات المعارضة السورية.[140][141][142][143][144]

- 21 نيسان / أبريل: أفادت تقارير بأن البغدادي لم يسترد كامل قوته بعد بما يكفي من الإصابات التي تلقاها من غارة جوية من التحالف يوم 18 آذار / مارس لممارسة مهام السيطرة اليومية على تنظيم الدولة الإسلامية (داعش).[121]
- 22 نيسان / أبريل: استعاد الجيش العراقي المزيد من الأرض في الرمادي من سيطرة مقاتلى تنظيم (داعش). بالإضافة إلى ذلك، أفيد بأن أبو علاء العفري، نائب الخليفة أبو بكر البغدادى وهو معلم فيزياء عراقي سابق، قد تم إسناد إليه مهام إدارة التظيم حتى يتم شفاء البغدادي من إصاباته.[145][146]

- 25 نيسان / أبريل: تم إصدار شريط فيديو يظهر فيه إعدام تنظيم داعش لرجلين مثليين بالرجم بالحجارة في محافظة حمص السورية. وبالإضافة إلى ذلك، أفادت تقارير بأن تنظيم الدولة الإسلامية (داعش) أسقط طائرة مقاتلة سورية فوق محافظة السويداء، حيث أفادت أن مقاتلى التنظيم قد أسروا الطيار بالقرب من مطار خلخلة. وفي جنوب بلدة عين العرب (كوباني)، حاصرت القوات الكردية وحلفاؤها بلدة صرين من ثلاثة جوانب وبدأت في الدخول إلى الضواحي الشمالية والغربية والشرقية من البلدة بعد خرق خط تنظيم داعش الدفاعي، مع تقارير تفيد بأن مقاتلي تنظيم داعش تراجعوا إلى المناطق الحضرية ووفقا لمصدر واحد على الأقل، تمكنت وحدات حماية الشعب وقوات الجيش الحر من الدخول إلى الجزء الشمالي من بلدة صرين.[147][148][149][149][150][151]

### أيار / مايو 2015
- 1 أيار / مايو: أفادت صحيفة الجارديان أن أبو بكر البغدادي، زعيم تنظيم الدولة الإسلامية في العراق والشام (داعش)، كان يتعافى في جزء من الموصل من إصابات خطيرة تلقاها خلال غارة جوية شنتها مقاتلات التحالف الدولى في آذار / مارس 2015. وأفيد أنها سببت عجز للبغدادي ناتجة عن إصابته في العمود الفقري، وأنه قد لا يتمكن أبدا من استئناف السيطرة المباشرة على تنظيم داعش مرة أخرى.[152]
- 5 أيار / مايو: ادعي تنظيم الدولة الإسلامية في العراق والشام (داعش) أنه كان المسئول عن هجوم مركز كورتيس كولويل في غارلاند بولاية تكساس في 3 أيار / مايو. وذكرت صحيفة شيكاغو تريبيون ان هناك صلة بين الاسلحة المستخدمة في الهجوم المسلح ومكتب الكحول والتبغ والأسلحة النارية والمتفجرات.[153]
- 7 أيار / مايو: شنت العناصر المنشقة عن حركة طالبان المدعومة من قبل تنظيم داعش هجوما كبيرا على مدينة قندوز شمال شرق أفغانستان، مما تسبب في أزمة إنسانية وموجة من اللاجئين الفارين.[154]
- 10 أيار / مايو: أعلن الممثل البريطاني مايكل إنرايت عن طريق الهاتف المحمول إلى صحيفة الديلي ميل أنه تطوع مع وحدات حماية الشعب الكردية لمحاربة تنظيم الدولة الإسلامية (داعش).[155]
- 13 أيار / مايو: أعلن تنظيم الدولة الإسلامية (داعش) مسؤوليته عن مقتل 43 من المسلمين الشيعة الإسماعيليين في حافلة في كراتشي بباكستان. وفي اليوم نفسه، أفادت وزارة الدفاع العراقية أن أبو علاء العفري، نائب قائد تنظيم الدولة الإسلامية في العراق والشام، قتل في غارة جوية بقيادة الولايات المتحدة على مسجد في مدينة تلعفر في 12 مايو / أيار 2015، مما أسفر أيضا عن مقتل عشرات من مسلحي تنظيم داعش الآخرين الحاضرين . كما قتل أكرم قرباش، وهو أعلى قاضي في تنظيم داعش، في الغارة الجوية. وأصدر تنظيم الدولة الإسلامية في العراق والشام (داعش) تصريحات أكدوا فيها على الانتقام من إصابة البغدادي التي تعتقد القوات العراقية أنها ستحدث من خلال لهجمات تنظيم الدولة الإسلامية في أوروبا.[156][156][157][157]
- 13 أيار / مايو: أسفرت الاشتباكات التي وقعت في منطقة مايدوجوري بين مقاتلين من جماعة بوكو حرام والجيش النيجيري عن مقتل 27 شخصا بالإضافة إلى 3 جنود نيجيريين قتلوا في المعارك بالإضافة إلى 6 قتلوا وأصيب 12 آخرون على يد ثلاث انتحاريات. وفقدت جماعة بوكو حرام 35 عضوا من بينهم الانتحاريون.[158][159]
- 14 أيار / مايو: تعهد قائد المرابطون عدنان أبو وليد الصحراوي بولاء التنظيم لتنظيم الدولة الإسلامية (داعش)، مما وسع من منطقة عمليات تنظيم داعش إلى مالي. وأصدر مؤسس تنظيم المرابطون مختار بلمختار فيما بعد بيانا يرفض فيه إعلان الصحراوي الانضمام إلى تنظيم داعش.[160][161]

- 15 أيار / مايو: خلال الليل، دخل مسلحون من تنظيم الدولة الإسلامية في العراق والشام (داعش) مدينة الرمادي، عاصمة محافظة الأنبار، باستخدام ست سيارات مفخخة متزامنة. كما أصدر تنظيم داعش رسالة صوتية لأبو بكر البغدادي يدعو فيه جميع المسلمين للقتال ضد الحكومة العراقية في محافظتي صلاح الدين والأنبار، مدعيا أن هذا واجبهم كمسلمين. وكانت الرسالة لكسر الشائعات حول وفاته.[162][163][164]
- 15-16 أيار / مايو: قتلت قوات العمليات الخاصة الأمريكية أحد كبار قادة تنظيم الدولة الإسلامية في العراق والشام واسمه «أبو سياف» خلال غارة كانت تستهدف القبض عليه في محافظة دير الزور، شرق سوريا. وقتل ستة أشخاص على الأقل من تنظيم الدولة الإسلامية في العراق في حين لم يقتل أي من الجنود أميركيون.[165][166]
- 17 أيار / مايو: استولى مقاتلى تنظيم داعش على مدينة الرمادي، العاصمة السابقة لدولة العراق الإسلامية، بعد أن تخلت القوات الحكومية العراقية عن مواقعها؛ وقتل أكثر من 500 شخص.[167]
- 19 أيار / مايو: نصبت القوات الجزائرية كمينا وقتلت ما لا يقل عن 22 مسلحا من الجماعات المتحالفة مع تنظيم الدولة الإسلامية (داعش) أثناء اجتماعهم شرق العاصمة.[168]
- 21 أيار / مايو: استولى مقاتلى تنظيم داعش على مدينة تدمر السورية ومدينة تدمر الأثرية القديمة، مما أدى إلى قطع رأس عشرات الجنود السوريين. كما سقط حقلان لاستخراج الغاز في أيدي تنظيم الدولة الإسلامية (داعش). ووفقا للمرصد السوري لحقوق الإنسان، استولى تنظيم الدولة الإسلامية في العراق والشام (داعش) على 95 ألف كيلومتر مربع من الأراضي، أي ما يقرب من نصف مساحة الأراضي السورية. كما أفادت التقارير بأن داعش اختطف قسسا سريانيا كاثوليكيا يدعى جاك مراد، في المنطقة الواقعة بين تدمر وحمص.[169][170][171][172]
- 22 أيار / مايو: سقوط معبرالوليد، آخر معبر حدودي بين سوريا والعراق، والذي كان تحت سيطرة الجيش السوري في يد تنظيم الدولة الإسلامية (داعش). كما نفذ التنظيم أول هجوم ارهابي له في السعودية عندما فجر انتحاري نفسه وقتل ما لا يقل عن 21 شخصا في مسجد شيعي في مدينة القطيف.[173][174]
- 22 أيار / مايو: فجر أبو مريم الفرنسي وأبو عبد العزيز الفرنسي، وهما اثنان من مقاتلي داعش الفرنسيين أنفسهم في هجوم انتحاري بالقنابل خلال هجوم منسق على مدينة حديثة غرب العراق. وبعد التفجيرات، استمرت الاشتباكات مع قوات الأمن العراقية، وقوات العشائرالسنية وكتائب الحمزه، ورجال العشائر السنية من عشيرة الجغايفة.[175]
- 23 أيار / مايو: شهدت الجبهة الشرقية لريف بلدة عين العرب (كوباني) اشتباكات عنيفة جديدة بالأسلحة الثقيلة بين مقاتلي تنظيم الدولة الإسلامية (داعش) والقوات المشتركة بين وحدات حماية الشعب وقوات غرفة عمليات بركان الفرات. وقد لقى ما لا يقل عن 25 مسلحا مصرعهم واصيب أكثر من 15 آخرين بينما فقد أحد مقاتلى القوات المشتركة حياته.[176]
- 26 أيار / مايو: أحرق مسلحون من تنظيم الدولة الإسلامية (داعش) امرأة آشورية تبلغ من العمر 80 عاما حتى الموت بسبب «عدم الامتثال للقوانين الصارمة لتنظيم الدولة الإسلامية (داعش)».[177]
- 27 أيار / مايو: استولى تنظيم الدولة الإسلامية (داعش) على مناجم الفوسفات الواقعة على بعد 70 كيلومترا جنوب تدمر، مما حرم الحكومة السورية من مصدر رئيسي للإيرادات.[178]
- 28 أيار / مايو: ادعي تنظيم الدولة الإسلامية (داعش) الاستيلاء على مطار سرت الدولى في ليبيا.[179]
- 30 أيار / مايو: قتل انتحاري ما لا يقل عن 16 شخصا في مسجد في مدينة مايدوغوري النيجيرية. واصيب العشرات بجروح في الهجوم. ويأتي هذا الهجوم بعد الهجوم الذي شنته جماعة بوكو حرام على شمال شرق المدينة، حيث قتل 13 شخصا على الأقل قبل ان تتمكن القوات الأمنية من صد تقدم المسلحين.[180]
- 31 أيار / مايو: شن تنظيم الدولة الإسلامية في العراق والشام (داعش) هجوما على مدينة الحسكة السورية، حيث اشتبك تنظيم الدولة الإسلامية مع قوات الحكومة السورية في الضواحي الجنوبية للمدينة، وأعلنت القوات الكردية عن عزمها على حماية مواقعها في المدينة. وقتلت القوات الكردية حوالى 200-450 من مقاتلى تنظيم داعش وأسرت أكثر من 20 شخصا خلال الاشتباكات متهمين بمناصرة تنظيم داعش وأحرقت منازل من أنصار تنظيم داعش المشتبه فيهم بالقرب من رأس العين وتل تمر.[181]

### حزيران / يونيو 2015
- 1 حزيران / يونيو: بدأ تنظيم الدولة الإسلامية في العراق والشام (داعش) بإجبار المدنيين الذكور في الموصل بإطلاق اللحى كاملة وفرضو عقوبات قاسية على من يقوم بالحلاقة، بما في ذلك حلاقة الرأس.[182]
- 2 حزيران / يونيو: أغلق مقاتلى تنظيم داعش بوابات سد للمياه في الرمادي، وقطع المياه عن كل من مدينتى الخالدية والحبانية.[183]
- 3 يونيو / حزيران: أفادت التقارير بأن مقاتلين تنظيم داعش في أفغانستان قد أسروا عشرة من مسلحي حركة طالبان في ولاية نانغارهار التي ادعت الحركة أن الجيش الوطني الأفغاني قام بإعدامهم.[184]
- 7 حزيران / يونيو: أفاد الجيش السوري بأنه صد هجوم لتنظيم داعش على مدينة الحسكة. كما استولت القوات الكردية على عدة قرى غرب رأس العين.[185]
- 10 حزيران / يونيو: أمر الرئيس الأمريكي باراك أوباما بنشر 450 مستشارا أمريكيا في العراق للمساعدة في تدريب القوات العراقية على محاربة تنظيم الدولة الإسلامية (داعش).[186]
- 13 يونيو / حزيران: أعلنت وحدات حماية الشعب الكردية السورية أنها بدأت في التحرك نحو بلدة تل أبيض التي يسيطر عليها تنظيم الدولة الإسلامية في العراق والشام (داعش) بعد تطويق بلدة سلوك على بعد 20 كم إلى الجنوب الشرقي.[187]
- 15 يونيو / حزيران: أعلن متحدث باسم وحدات حماية الشعب الكردية أن المقاتلين الأكراد السوريين قد استعادوا بلدة تل أبيض من سيطرة تنظيم داعش.[188]
- 15 حزيران / يونيو: قتل علي بن الطاهر بن الفالح العوني الحرزي في غارة جوية من طائرة بدون طيار في الموصل بالعراق. وهو شقيق لقائد كبير في تنظيم داعش يدعى طارق بن الطاهر بن الفالح العوني الحرزي بل وأيضا هو مهتم بالهجوم على القنصلية الأمريكية في بنغازي في ليبيا عام 2012.[189]
- 16 حزيران / يونيو: قتل طارق بن الطاهر بن الفالح العوني الحرزي (أحد كبار قادة تنظيم داعش) في غارة جوية أمريكية في سوريا، بعد يوم واحد من شقيقه على.[189]
- 23 حزيران / يونيو: أعلن متحدث باسم وحدات حماية الشعب الكردية أن مدينة عين عيسى والقرى المحيطة بها، الواقعة على بعد 50 كيلومترا من الرقة، أصبحت تحت سيطرة الميليشيات الكردية الكاملة. وأعلن أبو محمد العدناني عن توسع تنظيم الدولة الإسلامية (داعش) في منطقة شمال القوقاز الروسية وتأسيس ولاية جديدة هناك أطلق عليها ولاية القوقاز.[190][191]
- 24 حزيران / يونيو: هاجم تنظيم داعش ثانيا بلدة عين العرب (الكوباني)، مما أسفر عن مقتل 146 شخصا على الأقل. وادعت القوات الكردية والحكومة السورية أن المركبات دخلت المدينة من عبر الحدود التركية، وهو ما نفته تركيا.[192][193]
- 26 حزيران / يونيو: أعلن تنظيم داعش مسؤوليته عن هجوم سان كوينتين فالافير الذي قطع فيه رأسه شخص واحد في فرنسا، وتفجير مسجد شيعي في مدينة الكويت، مما أسفر عن مقتل 27 شخصا على الأقل، والهجمات على السياح علي شاطىء سوسة بتونس، حيث قتل 38 شخصا.[194][195]
- 27 حزيران / يونيو: هدم تنظيم داعش التمثال الأثرى القديم أسد اللات في مدينة تدمرالأثرية.[196]
- 29 حزيران / يونيو: تم اعدام أحد كبار قادة تنظيم داعش، واسمه حسام طراد الملقب بأبو بكر، من قبل جبهة النصرة التابعة لتنظيم القاعدة، في شرق لبنان.[197]
- 30 حزيران / يونيو: اعتقلت السلطات الأمريكية علاء سعاده (23 سنة) من سكان نيو يورك الغربية في ولاية نيو جيرسي، في منزله بتهمة التخطيط لتقديم الدعم المادي لتنظيم الدولة الإسلامية (داعش)، والمساعدة والتحريض على القيام بذلك. وقد غادر شقيقه الذي عينته وزارة العدل بالولايات المتحدة كمتعاون مشترك في الجريمة في 5 أيار / مايو للانضمام إلى تنظيم الدولة الإسلامية (داعش). وألقي القبض على متآمرين آخرين مقيمين في فورت لي ونيوجيرسي وكوينز بنيويورك في 13 و 17 حزيران / يونيو بتهم مماثلة، وذلك كجزء من تحقيق أجرته مع مجموعة من الأفراد من نيويورك ونيوجيرسي، تقول الوزارة أن هذه المجموهة تآمرت وخططت على تقديم الدعم المادي لتنظيم داعش.[198][199]

### تموز/ يوليو 2015

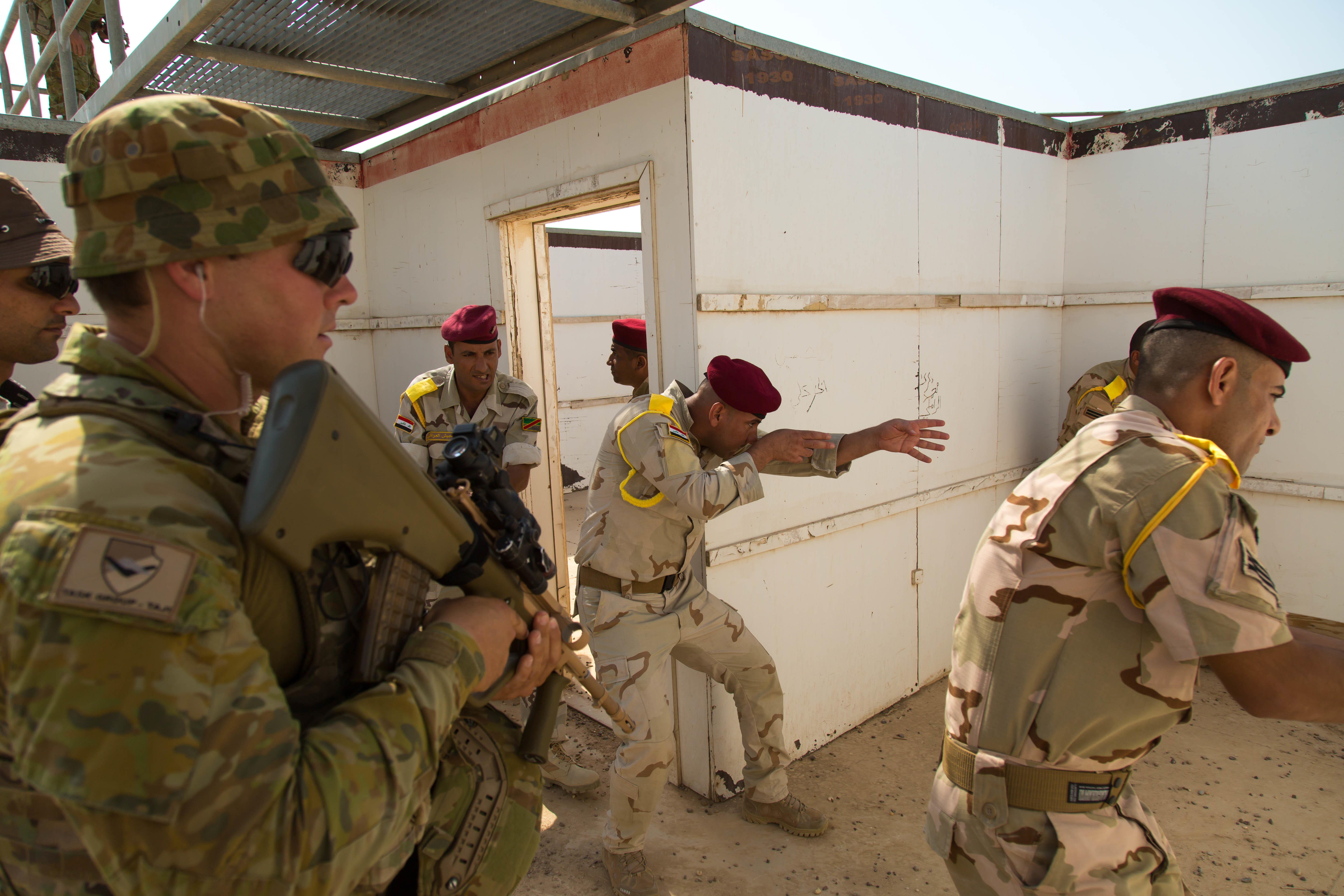
جنود من الجيش الأسترالي يقومون بتدريب جنود الجيش العراقي وذلك خلال التدريبات في يوليو 2015.

- 1 تموز/ يوليو: بدأ هجوم واسع النطاق في سيناء من قبل تنظيم ولاية سيناء التابع لتنظيم الدولة الإسلامية (داعش) وذلك بعد شروق الشمس مع اعتداءات متزامنة على أكثر من اثني عشر نقطة تفتيش عسكرية. ولمدة ساعات، كما فرض المسلحون حصارا على مدينة الشيخ زويد، أصدرت محافظة شمال سيناء آخر التطورات عن الأحداث. وكان مركز الشرطة في مدينة العريش تحت الحصار. حتى تدخلت القوات الجوية المصرية في نهاية المطاف باستخدام الطائرات المقاتلة الحربية والطائرات المروحية، وأسفرت الغارات الجوية عن احباط الهجوم حتى أن بقايا أجساد المسلحين الذين قتلو في القصف كانت لا تزال موجودة في سياراتهم المدمرة. وبلغ عدد القتلى من الجيش المصرى 21 جنديا مع مقتل أكثر من 100 من العناصر التكفيرية التابعة لتنظيم الدولة الإسلامية (داعش).[200][201]
- 2 تموز/ يوليو: قتل ما لا يقل عن 22 من مقاتلي ولاية سيناء (أنصار بيت المقدس (سابقا)) في غارة جوية شنتها القوات الجوية المصرية صباح يوم الخميس في رفح بمحافظة شمال سيناء، وفقا لما ذكرته وكالة رويتر أصوات مصرية. وقالت مصادر عسكرية ل «أصوات مصرية» إن المسلحين ال 22 قتلوا في الساعات الأولى من صباح يوم الخميس (2 تموز / يوليو) بقصف من مروحية أباتشي بعد تلقي معلومات أن عدد من المسلحين هم من الذين شاركوا في الهجوم على القوات الأمنية المصرية عند حاجز في الشيخ زويد الخميس (2 تموز / يوليه).[202]
- 2 تموز/ يوليو: أطلق عدد من الصواريخ على جنوب إسرائيل من قبل مجموعة تابعة لتنظيم داعش.[203]
- 3 تموز/ يوليو: أصدر تنظيم الدولة الإسلامية في العراق والشام (داعش) فيديو يظهر إعدام 25 من جنود النظام السوري على المسرح الرومانى تدمر.[204]
- 3 تموز / يوليو: استهدفت قوات التحالف مواقع لتظيم داعش ب 14 غارة جوية بالقرب من مدن الحسكة وعين العرب (كوباني) وحلب وتل أبيض، مما أدى إلى تدمير وحدات تكتيكية، ومواقع قتالية، ومركبات ومبانى . بالإضافة إلى أكثر من 9 غارات جوية وقعت في العراق بالقرب من مدن الحويجة والفلوجة ومخمور والموصل وسنجار[205]
- 4 تموز / يوليو: شنت قوات التحالف الدولى 16 غارة جوية في وقت متأخر من يوم السبت وأوائل الأحد ضد مقرات تنظيم داعش الرئيسية وطرق العبور إلى معقل التنظيم في مدينة الرقة في سوريا، كما قال مسؤول في الجيش الأمريكي.[206]
- 4 تموز / يوليو: قتل فالديت غاشي، بطل العالم السابق في رياضة الكيك بوكسر الذي انضم إلى صفوف تنظيم داعش، في سوريا. وقالت وكالة رويترز أنه ألماني من أصل ألباني وكان يبلغ من العمر29 عاما عندما انضم للقتال مع مقاتلي تنظيم الدولة الإسلامية في يناير / كانون الثاني.[207]
- 4 تموز / يوليو: تمكن مقاتلو وحدات حماية الشعب الكردية وقوات المعارضة السورية المتحالفة معها تحت لواء غرفة عملية بركان الفرات من السيطرة على العديد من القرى الاستراتيجية والتلال جنوب بلدة عين العرب (كوباني) في محافظة حلب، سوريا. وقتل ما لا يقل عن 14 مسلحا من تنظيم الدولة الإسلامية (داعش) خلال الاشتباكات.[208]
- 5 تموز / يوليو: قتل الجيش المصري حوالى 241 مسلحا من تنظيم ولاية سيناء التابع لتنظيم (داعش) في شمال سيناء خلال الأيام الخمسة الماضية، وفقا لما ذكره المتحدث العسكرى باسم الجيش في بيان له يوم الاثنين. وفي الفترة من 1 إلى 5 تموز / يوليه، اعتقل الجيش أيضا أربعة إرهابيين مطلوبين و 29 مشتبها فيهم آخرين. وقال المتحدث باسم الجيش المصرى العقيد محمد سمير في بيان على الصفحة الرسمية للمتحدث العسكرى على موقع فيسبوك على الإنترنت انه تم أيضا قتل أربعة مقاتلين مسلحين وتضمن البيان أيضا صور لعملية مهاجمة الارهابيين. واضاف البيان ان 26 مركبة استخدمت من قبل المسلحين دمرت بما فيها 11 لغم ارضي بالإضافة إلى 16 عبوة ناسفة كانت معدة لمهاجمة افراد الجيش والشرطة في شبه جزيرة سيناء. وصادر أفراد الجيش عددا من الأسلحة المسلحة، بما في ذلك أسلحة آر بي جي ومدافع رشاشة وقذائف هاون وقنابل يدوية.[209]
- 5 تموز / يوليه: قامت قوات الميليشيات العراقية بمحاصرت منطقة سينيا في غرب بيجي استعدادًا لمهاجمة مواقع تنظيم الدولة الإسلامية (داعش). وقد اوقفت الميليشيات خط امدادات المسلحين وقالت ان 17 سيارة تابعة لتنظيم الدولة الإسلامية (داعش) قد دمرت في هجمات لقوات الميلشيات على مواقع الارهابين كما اعلنت كتائب حزب الله العراقية ان ما لا يقل عن 40 مسلحا من تنظيم داعش قتلوا في عملية في منطقة مصفاة بيجي في محافظة صلاح الدين.[210]
- 6 تموز / يوليو: واصلت قوات الجيش السوري والقوات المتحالفة معها شن عمليات واسعة النطاق ضد أوكار ومواقع المنظمات المسلحة في جميع أنحاء البلاد (درعا وحلب وريف دمشق والسويداء)، مما أسفر عن مقتل عشرات من أعضائها وتدمير أسلحتهم ومركباتهم.[210]
- 6 تموز / يوليو: استعاد مقاتلو تنظيم داعش مدينة عين عيسى السورية الرئيسية مرة أخرى من القوات الكردية.[211]
- 6 تموز / يوليو: فجر تنظيم الدولة الإسلامية (داعش) سيارتان مفخختان في حاجز يسيطر عليه وحدات حماية الشعب الكردية في قرية كوبلان غرب بلدة مبروكة، وتم تفجير أحدهما من قبل مقاتلي وحدات حماية الشعب قبل بلوغ هدفها، ولكن السيارة لثانية أصابت نقطة التفتيش، مما أدى إلى وفاة ما لا يقل عن اثنين من مقاتلي وحدات حماية الشعب في التفجير الانتحاري، وإصابة عدة آخرين مع عدد من المدنيين، بمن فيهم صبي يبلغ من العمر 9 سنوات.[212]
- 7 تموز / يوليو: أطلق اللواء 154 التابع للجيش العربي السوري التابع للفرقة الآلية الرابعة - بالتنسيق مع اللواء 104 المحمول جوا حرس جمهوري وقوات عشيرة الشعيطات الشرقية وقوات الدفاع الوطني - هجوما مضادا في حيي الليلية والنشوة بمدينة الحسكة، مما أسفر عن مقتل العشرات من مقاتلي تنظيم داعش في هذه العملية. ومن بين قتلى تنظيم داعش، كان هناك قائد ميداني تابع لتنظيم داعش في مدينة الحسكة يدعى «أبو قتادة الليبي» - ويعتقد أنه أعلى قائد في صفوف تنظيم داعش في الحسكة التي تم الإبلاغ عنها خلال هذه المعركة.[213]
- 8 تموز / يوليو: قتل ما لا يقل عن 45 مسلحا من تنظيم داعش بعد تناول وجبة مسمومة. ووفقا للتقارير، جلس حوالي 145 شخصا لتناول وجبة 'الإفطار' - الوجبة التي يكسر بها الصوم في شهر رمضان - في الموصل، العراق. ولكن 100 بقوا على قيد الحياة. ويعتقد أن الطعام كان مسموما، على الرغم من أنه لم يعرف بعد ما إذا كان متعمدا أو عرضيا.[214]
- 8 تموز / يوليو: قتل ما لا يقل عن 15 من كبار قادة المسلحين من تنظيم داعش في مدينة هيت في محافظة الأنبار العراقية، نتيجة لهجوم شنته طائرات التحالف الدولى بقيادة الولايات المتحدة خلال اجتماع عقده أعضاء بارزون في التنظيم. وأدى القصف إلى مقتل 15 من كبار أعضاء التنظيم، وجرح القائد المالي والإداري للمجموعة في الأنبار صلاح الدين نجم ابن أخ ما يسمى بوزير الحرب في تنظيم داعش عدنان إسماعيل نجم.[215]
- 9 تموز / يوليو: قتل مولوي شهد الله شاهد، أحد كبار قادة تنظيم داعش في غارة جوية في منطقة أشين، في ولاية ننغارهار، بأفغانستان. وقالت وكالة الاستخبارات الأفغانية ان زعيم تنظيم الدولة الإسلامية (داعش) في نفس المنطقة قد قتل في نفس الضربة مع «المجموعة الثانية»، وأمير العمليات العسكرية - غول زمان. وكان شهيد عضوا سابقا في حركة طالبان الباكستانية، وتم طرده من المجموعة في أكتوبر / تشرين الأول 2014، وكان واحدا من أول من تعهد بالولاء لتنظيم الدولة الإسلامية (داعش) في أفغانستان.[216]
- 10 تموز / يوليو: قتل حافظ سعيد خان، أمير ولاية خراسان التابعة لتنظيم الدولة الإسلامية (داعش)، في غارة شنتها طائرات بدون طيار في أفغانستان. وقتل ما لا يقل عن 30 مسلح آخرين في الغارة الجوية.[217]
- 10 تموز / يوليو: قتل أحد المقاتلين السويديين من تنظيم داعش، المعروف باسم أبو عثمان، بعد تفجير مركز إعلامي لتنظيم داعش في محافظة الأنبار في العراق. وأفادت التقارير أن 23 شخصا على الأقل من داعش قتلوا في الغارة في الأنبار، وفقا لوزارة الخارجية السويدية.[218]
- 11 تموز / يوليو: أعلن داعش عن مسؤوليته عن انفجار سيارة ملغومة في القنصلية الإيطالية بالقاهرة بمصر.[219]
- 11 تموز / يوليو: قتل ماهر مشعل، المغني وكاتب الأغاني الجهادية، خلال غارة جوية شنتها قوات التحالف بقيادة الولايات المتحدة علي محافظة الحسكة السورية. ومشعل، هو مواطن سعودي يعرف أيضا باسم أبو حجر الحضرمي، كان معروفا بغناء وكتابة الأناشيد الجهادية للجماعات الراديكالية المتطرفة.[220]
- 11 تموز / يوليو: نقل تنظيم الدولة الإسلامية (داعش) ما لا يقل عن 50 شابا سوريا إلى العراق للقتال هناك. معظمهم من المقاتلين السابقين في الجيش السوري الحر «الذين أعلنوا التوبة» على يد مقاتلي داعش.[221]
- 12 تموز / يوليو: أفادت الأنباء أن مقاتلي تنظيم الدولة الإسلامية (داعش) أسروا أكثر من 100 جندي من قوات النظام السوري، بمن فيهم الضباط. يأتي ذلك بعد اندلاع قتال عنيف بين مقاتلي داعش وجيش النظام السوري في منطقتي أبو الفوارس وبيارات في منطقة تدمر، في سوريا[222]
- 12 تموز / يوليو: قام المقاتلون الأكراد بصد هجمات لتنظيم داعش بالقرب من بلدة عين العرب (كوباني). وقتل مقاتل من تنظيم الدولة الإسلامية (داعش) في اشتباكات قرب قرية سينا جنوب بلدة عين العرب (كوباني)، وسقط مسلح آخر في اشتباكات قرب بلدة شيوخ تحتانى.[223]
- 13 تموز / يوليو: قتل اثنان من كبار قادة المسلحين من تنظيم الدولة الإسلامية (داعش) في مدينة الحسكة، شمال شرق سوريا، عندما استهدف أحد معاقل تنظيم داعش بضربة جوية للتحالف الدولى بقيادة الولايات المتحدة. وهم أبو أسامة العراقي وأبو عامر الرفدان، وهم قادة بارزون في تنظيم داعش كانوا يقودون العمليات العسكرية للتنظيم في محافظة الحسكة السورية ضد القوات الكردية والجيش السوري، وحسب التقارير أنهم قد قتلوا خلال غارة جوية شنتها قوات التحالف على مقر لتنظيم داعش في جنوب الحسكة.[224]
- 14 تموز / يوليو: قتل مقاتل ألماني شاب في صفوف القوات الكردية لوحدات حماية الشعب خلال الاشتباكات ضد تنظيم داعش في محافظة الرقة شمال شرق سوريا. ويدعى كيفن يواكيم (22 عاما)، هو الألماني الثاني الذي يقتل أثناء القتال في صفوف وحدات حماية الشعب الكردية.[225]
- 16 تموز / يوليو: قام مسلحون من تنظيم الدولة الإسلامية (داعش) في محافظة شمال سيناء بمهاجمة زورق بحرى تابع للبحرية المصرية بصاروخ موجه مضاد للدروع. وكان الزورق البحرى يقوم بعملية دورية قبالة ساحل مدينة رفح وقد أصيب بصاروخين موجهين مما تسبب باصابته بأضرار كبيرة ولكنه لم يغرق وتم سحبهللقاعدة البحرية وانقاذ الطاقم.[226][227]
- 17 تموز / يوليو: أعلن داعش مسؤوليته عن تفجير في سوق خان بني سعد الذي أسفر عن مقتل 130 شخصا وجرح 130اخرين.[228]
- 18 تموز / يوليو: تمكنت مجموعة من مسلحي تنظيم داعش من الوصول إلى بلدة سلوك، في ريف تل أبيض في محافظة الرقة، شمال شرق سوريا، وقامو بهجوم انتحاري بالقرب من نقطة تفتيش تابعة لوحدات حماية الشعب. وقتل ما لا يقل عن ستة مقاتلى ن من تنظيم الدولة الإسلامية (داعش) خلال الاشتباكات التي أسفرت عن مقاتلين أكراد. وفي الوقت نفسه، أصدرت قيادة وحدات حماية الشعب الكردية بيانا قالت فيه أن الاشتباكات التي اندلعت جنوب بلدة عين العرب (كوباني) بين قوات وحدات حماية الشعب ومسلحي تنظيم الدولة الإسلامية (داعش) بعد هجوم شنه التنظيم على قرية قل حديد الجنوبية. وقال البيان «أنه تم العثور على 12 جثة لمقاتلين من تنظيم داعش في أعقاب الاشتباكات مساء السبت، واستولت قواتنا على عدد كبير من الأسلحة والذخائر بعد استعادة القرية من تنظيم داعش».[229]
- 18 تموز / يوليو: أعلنت السلطات السعودية يوم السبت اعتقال 431 مشتبها بهم معظمهم من المواطنين السعوديين ينتمون إلى تنظيم الدولة الإسلامية المتطرف (داعش)، وأحبطت عدد من التفجيرات الانتحارية قبل استهداف المساجد والمرافق الحيوية في مختلف أنحاء المملكة.[230]
- 18 تموز / يوليو: في سوريا، استهدفت مقاتلات التحالف الدولي بقيادة الولايات المتحدة مقتلى تنظيم داعش بثماني ضربات جوية . وفي العراق، استهدف التحالف الدولى تنظيم داعش بحوالى 23 غارة جوية.[231]
- 19 تموز / يوليو: ألقت مروحيات النظام السوري عدة براميل متفجرة على المناطق التي يحتلها تنظيم داعش في جنوب محافظة الحسكة شمال شرق سوريا، مما أسفر عن مقتل العديد من المسلحين وتدمير ثلاث سيارات على الأقل. وفي الوقت نفسه، حققت القوات الكردية التابعة لوحدات حماية الشعب مكاسب جديدة في القتال ضد مقاتلي تنظيم الدولة الإسلامية (داعش). وفقا للمصدر الكردي، قتل أربعة من مقاتلي تنظيم داعش خلال اشتباكات في محافظة الحسكة السورية.[232][233]
- 20 تموز / يوليو: انفجرت قنبلة في حي سروج في أورفة، تركيا، مما أسفر عن مقتل 32 شخصا وإصابة 104 آخرين. وقال سياسي من حزب موالي للأكراد أن الانتحاري كان عضوا في تنظيم داعش.[234]
- 20 تموز / يوليو: انفجرت سيارة محملة بالمتفجرات والقنابل والقذائف بالقرب من مركز لوحدات حماية الشعب الكردية لصيانة المركبات. وقد لقى ما لا يقل عن ثلاثة من مقاتلي وحدات حماية الشعب مصرعهم وأصيب اثنان آخران أثناء الهجوم.[235]
- 20 تموز / يوليو: قتل حوالى 13 من مقاتلي تنظيم داعش من قبل الغارات الجوية التي شنتها القوات الجوية السورية في مدينة الحسكة.[236]
- 22 تموز / يوليو: قام التحالف الدولى بحوالى 30 ضربة جوية جديدة ضد معاقل تنظيم داعش المتطرف منهم 15 في سوريا، وعدد مماثل من الضربات في العراق، وفقا لبيان القيادة المركزية الأمريكية.[237]
- 23 تموز / يوليو: اندلعت اشتباكات عنيفة بين مقاتلين من تنظيم داعش وقوات النظام السوري بالقرب من المدينة الصناعية شمال حلب. وقامت عناصر من تنظيم الدولة الإسلامية (داعش) بقتل نحو 30 جنديا من القوات الموالية للأسد وأسروا خمسة آخرين في معارك قرب تلال طعانة والمقبلة التي تطل على المدينة الصناعية في حي الشيخ نجار شمال حلب. وهوجمت قوة عسكرية تركية في منطقة البيلي في ولاية كيليس التركية، من الجانب السوري من الحدود التي يسيطر عليها تنظيم الدولة الإسلامية (داعش). وقد لقى ضابط واحد على الأقل مصرعه واصيب أربعة جنود بجراح خلال الهجوم، وفقا لما ذكرته مصادر محلية دون تحديد هوية الجناة. ورد الجيش التركي على مصدر النيران داخل الأراضي السورية. ويعتقد أن المهاجمين هم من تنظيم داعش.[238][239]
- 23 تموز / يوليو: قتل اثنان من مقاتلي تنظيم داعش البارزين في انفجار قنبلة زرعت على جانب الطريق كانت قد زرعها التنظيم الإرهابي في وقت سابق. وقيل ان الانفجار وقع عند عبور قافلة من مقاتلي تنظيم داعش عبر بلدة المخمور الشمالية في العراق. وكان أحد الأميرين الذين قتلوا هو قائد التنظيم في المنطقة ويدعى أبو مالك، والآخر يدعى أبو عبد العزيز.[240]
- 24 تموز / يوليو: قصفت ثلاث طائرات من طراز F-16 تابعة للقوات الجوية التركية أهداف لتنظيم داعش في شمال سوريا. وهذه هي المرة الأولى التي تقوم فيها المقاتلات التركية بشن ضربات جوية مباشرة ضد تنظيم الدولة الإسلامية في العراق والشام (داعش) داخل الأراضي السورية منذ بداية الأزمة. وذكرت مصادر محلية ان حوالى 35 مسلحا من تنظيم الدولة الإسلامية (داعش) لقوا مصرعهم في الضربة التركية. وتأتي هذه العملية بعد يوم واحد من مقتل عدد من مقاتلى تنظيم الدولة الإسلامية (داعش) على الحدود مع سوريا.[241]
- 26 تموز / يوليو: أعدم تنظيم الدولة الإسلامية (داعش) 7 مدنيين بتهمة «التعاون» مع القوات الأمنية العراقية جنوب غرب كركوك. وأعلن الحشد الشعبي مقتل الوالي الجديد على منطقة بيجي الذي عينه تنظيم داعش، قبل ساعات قليلة من وصوله إلى المنطقة.[242][243]
- 26 تموز / يوليو: قتل ما لا يقل عن 13 شخصا يشتبه في أنهم من مقاتلي جماعة بوكو حرام وثلاثة مدنيين في هجمات منفصلة خلال عطلة نهاية الأسبوع بعد أن هاجم المسلحين عدة مواقع نائية حول بحيرة تشاد في نيجيريا. ويشتبه في أن المسلحين قد خطفوا نحو 30 شخصا من قرية كاتيكين.[244]
- 27 تموز / يوليو: اشتبكت قوات الأمن العراقية مع عناصرمن تنظيم داعش في منطقة الحصيبة (7 كم شرق الرمادي)، مما أسفر عن مقتل 17 من مقاتلى تنظيم داعش، بمن فيهم القائد الأمني لمنطقة حسيبة ويدعى أبو زينب العراقي. واشتبكت قوات الأمن التابعة للشرطة الاتحادية مع عناصر تابعة لتنظيم داعش في منطقة الحصيبة الشرقية شرق الرمادي، مما أدى إلى تدمير 6 مركبات للتنظيم ، فضلا عن مقتل 18 من عناصر القناصة في صفوف التنظيم. وقتل حوالى 30 عنصرا من تنظيم داعش، من بينهم مقاتلين أجانب، و 6 سيارات تم تدميرها في في الاشتباكات مع الشرطة الاتحادية في مدينة الخالدية شرق الرمادي. وقصفت طائرات بدون طيار تابعة للتحالف الدولي 5 مواقع لتنظيم داعش، بما في ذلك وحدات تكتيكية ومخازن كبيرة لتخزين الأسلحة على مشارف مدينة الحويجة (55 كم جنوب غرب كركوك)، مما أسفر عن مقتل 8 أشخاص وإصابة 7 مسلحين في عناصر التنظيم. وكان من بين القتلى قائد كبير، وقاضي المحكمة الشرعية في الحويجة، واثنان آخران يحملان جنسية أجنبية.[245][246][247][248]
- 27 تموز / يوليو: انفجرت قنبلتان في مدينة القامشلي الكردية في شمال شرق سوريا، مما أسفر عن مقتل مدنيين اثنين على الأقل وإصابة سبعة آخرين. وقال الأمن الكردستاني إنه من المحتمل أن من خطط لهذا الهجوم هو تنظيم داعش. وقال صالح زين، وهو قائد ميداني في كتيبة لقوات المعارضة السورية التابعة للجبهة الشامية، أن مقاتلي المعارضة السورية المسلحة منعوا قافلة عسكرية تابعة لتنظيم داعش من الوصول إلى مدينة حلب. وفي الواقع، أرسل تنظيم داعش عددد من المدرعات والمدفعية الثقيلة من قواعدها في مدينة الباب لمكافحة فصائل المعارضة السورية في مدينة حلب. وفقدت قوات المعارضة السورية ستة من مقاتليها خلال الاشتباكات، ولكنهم تمكنوا من قتل العشرات من مقاتلي تنظيم داعش.[249][250]
- 28 تموز / يوليو: شنت الولايات المتحدة وحلفاؤها 11 ضربة جوية على العراق ضد تنظيم الدولة الإسلامية (داعش)، واستهدفت أيضا مواقع التنظيم بثلاث ضربات في سوريا وتمكن قناص في صفوف ميليشيا الحشد الشعبي من قتل قائد كبير في تنظيم داعش يتولى منصب ما يسمى بالوزير المالي المعروف باسم إبراهيم جسام فزاع في منطقة الفلوجة بالعراق. وصدت قوة أمنية هجوما بسيارة مفخخة يقودها انتحاري حاول استهداف قوات الأمن في منطقة حصيبة الشرقية (7 كم شرق الرمادي). وتمكنت القوات من تدمير السيارة وقتل منفذها قبل وصولها إلى الهدف. وقتلت القوات 14 عنصرا من تنظيم داعش بينما تقدمت القوات الأمنية العراقية إلى مدينة الرمادي. وتمكنت قوة تابعة للحشد الشعبي من قتل 30 عنصرا من عناصر تنظيم داعش في عملية تكتيكية في منطقة الرشاد الواقعة في مدينة الكرمة. وعاقب تنظيم داعش 25 مدنيا بعد اعتقالهم لعدم ترك لحاهم في منطقة الشرقاط (120 كم شمال صلاح الدين). وقد تمكنت قوات الأمن التي يدعمها الطيران العسكري العراقي والتحالف الدولي من اقتحام منطقة أبو دياب شمال الرمادي. وقتل 30 عنصرا من تنظيم داعش خلال الاشتباكات. وأعدم تنظيم الدولة الإسلامية (داعش) 6 أشقاء من عائلتين وأطلقوا النار عليهم وقتلوهم أمام تجمع من الناس في وسط قرية الهجل.[251][252][253][254][255][256][257]
- 29 تموز / يوليو: قام تنظيم الدولة الإسلامية (داعش) بهجوم بسيارة مفخخة يقودها انتحارى باستهدف أحد مقرات جبهة النصرة التابعة لتنظيم القاعدة في ريف حلب الشمالي بالقرب من حاجز قرية المالكية. أسفر الهجوم عن مقتل سبعة من أفراد جبهة النصرة وجرح تسعة آخرين، وتفجير الحاجز بأكمله.[258]
- 29 تموز / يوليو: قام سلاح الجو العراقى بغارات جوية، استنادا إلى معلومات استخبارية دقيقة، باستهداف ثلاث مركبات لتنظيم داعش بالقرب من قرية الشجرة في غرب الحويجة. وكانت إحدى المركبات تنقل ما يسمى بنائب والي كركوك. وأسفر القصف الجوي عن مقتل الهدف إلى جانب ستة من مساعديه، بالإضافة إلى إصابة 20 عنصرا آخر من عناصر تنظيم داعش التي كانت ترافقه. وتمكنت القوات الجوية العراقية، استنادا إلى معلومات استخبارية دقيقة، من تدمير ما يسمى بديوان الحسبة ومقر قيادات تنظيم داعش في منطقة الرطبة. وأسفرت الغارات الجوية عن مقتل 13 من مقاتلى التنظيم ، بمن فيهم قادة كبار من تنظيم داعش. وتقدمت القوات الأمنية العراقية في العمليات العسكرية للسيطرة على المحور الشرقي لمدينة الرمادي، وخلال المواجهات والاشتباكات مع عناصر تنظيم داعش، قتل حوالى 23 عنصرا من معناصر التنظيم ، بالإضافة إلى تدمير خمس مركبات في الحصيبة، والمضيق شرق الرمادي. وقطع تنظيم داعش أيادى ثلاثة من عناصره بتهمة سرقة المتاجر والأسواق وسط محافظة نينوى. وتمكنت قوات الأمن العراقية من الاستيلاء على منطقة البو دياب شمال الرمادي. وقتلت تلك القوات وجرحت عشرات من مقاتلى تنظيم داعش. واستهدفت القذائف الصاروخية الأرضية مقر تنظيم الدولة الإسلامية (داعش) في منطقة الكرمة شرق الفلوجة. وأسفر القصف عن مقتل 11 من عناصر تنظيم داعش.[259][259][260][261][262][263]
- 30 تموز / يوليو: اعتقلت السلطات الكويتية شبكة تكفيرية تابعة لتنظيم داعش. وذكر أن المشتبه بهم تلقوا تدريبا عسكريا وقاتلوا إلى جانب تنظيم داعش في سوريا والعراق قبل وصولهم إلى الكويت.[264]
- 30 تموز / يوليو: تمكنت قوات الأمن العراقية، بعد معارك ضارية ضد تنظيم داعش، من المضي قدما في منطقة كلية الزراعة والطريق 60 جنوبي الرمادي. وأسفرت الاشتباكات عن مقتل وجرح العشرات من مقاتلي تنظيم داعش. وتمكنت قوة تابعة لقيادة عمليات بابل من قتل 10 عناصر من تنظيم داعش، بمن فيهم انتحاري شيشانى الجنسية في غرب الرمادي. وتمكنت القوات الأمنية العراقية من قتل 12 مسلحا من تنظيم داعش، بينهم 3 انتحاريين، في كمين نصبته قوات الشرطة الاتحادية، بعد محاولة تنظيم داعش شن هجوم على شرق الرمادي.[265][266][267]
- 31 تموز / يوليو: أحبطت القوات الأمنية العراقية والشرطة الاتحادية هجوما لتنظيم داعش على منطقة الحصيبة الشرقية (7 كم شرق الرمادي)، مما أسفر عن مقتل 8 من مقاتلى التنظيم والاستيلاء على 17 صاروخا موجها مضاد للدبابات.[268]

### آب / أغسطس 2015
- 1 آب / أغسطس: انتهاء معركة الحسكة ونتج عنها فوز حاسم للجيش السوري ووحدات حماية الشعب الكردية. وخلال الاشتباكات المختلفة، فقد تنظيم الدولة الإسلامية (داعش) ما لا يقل عن 312 مقاتلا من بينهم 26 طفلا. وقد قتل 125 جنديا من الجيش السوري على الأقل، وجرح ما لا يقل عن 100 آخرين. وقد فقدت وحدات حماية الشعب الكردية عشرات من القتلى[269][270][271][271][271][272][273]
- 1 آب / أغسطس: تمكنت طائرات التحالف الدولي بالتنسيق مع فرقة التدخل السريع الأولى التابعة للجيش العراقي في هذا اليوم من قصف أحد مقرات التنظيم في جنوب غرب مدينة الفلوجة، مما أسفر عن مقتل 17 عنصرا من عناصر تنظيم (داعش). وقد تمكنت القوات الأمنية العراقية من قتل 10 عناصر من تنظيم داعش، من بينهم انتحاري وثلاثة عناصر من القناصة، بينما كانت تتقدم نحو المحور الشرقي لمدينة الرمادي. وتعرض 4 جنود عراقيين لحروق أثناء محاولتهم إخماد النيران التي قام تنظيم داعش باشعالها في عدد من المنازل في حصيبة الشرقية الواقعة على بعد 7 كم شرق الرمادي. وهاجم مسلحو تنظيم داعش قوات تابعة للواء الثامن من الجيش العراقي في منطقتى الفلاحات في غرب الفلوجة والصبيحات في شرق الفلوجة. وأسفرت المواجهات مع الجيش عن خسائر فادحة في صفوف التنظيم حيث قتل 25 مسلحا وأصيب حوالى 30 آخرين، بالإضافة إلى تدمير 4 مركبات محملة بالرشاشات.[274][275][276]
- 2 آب / أغسطس: تقدمت القوات الأمنية العراقية في الحصيبة الشرقية وتمكنت من السيطرة على المركز التجارى الموجود في المنطقة. وأسفرت العملية عن مقتل اثنين من عناصر القناصة لتنظيم داعش. وتمكنت القوات الأمنية من تدمير سيارتين في غارة جوية شنتها قوات التحالف الدولى في منطقة البوعيسى. كما قتل الطيران العسكرى العراقى 15 مسلحا بينما دمرت دبابات للجيش سيارتين تابعتين للتنظيم. وتمكنت قوات وعد الله من استهداف مقر لتنظيم داعش في منطقة خط اللاين (40 كم غرب سامراء)، مما أسفر عن مقتل 5 عناصر من تنظيم داعش.[277][278][279]
- 2 آب / أغسطس: قتلت قوات الأمن الروسية 8 مقاتلي تنظيم داعش في منطقة شمال القوقاز[280]
- 3 آب / أغسطس: تمكنت قوة أمنية عراقية مشتركة يدعمها متطوعين من الحشد الشعبي من قتل من يسمى نبيلوف ومعه أحد حراسه الشخصيين في كمين أمني في الضواحي الشمالية لمدينة الصقلاوية في الأنبار. وكان المسلح من أحد أبرز خبراء تنظيم داعش في المتفجرات. وأعدم داعش 19 امرأة في مدينة الموصل خلال اليومين الماضيين. وجاء في قرار العقاب أنه بسبب رفض المشاركة في ممارسة نكاح الجهاد. وقامت قوات مكافحة الإرهاب العراقية بعملية في منطقة جامعة الأنبار غرب الرمادي وأسفرت عن مقتل 7 من أعضاء تنظيم داعش. وتمكنت القوات الأمنية المدعومة من قبل الشرطة الاتحادية من إحباط عملية هجومية من قبل عناصر تنظيم داعش على القوات المتمركزة في منطقة الحصيبة (7 كم شرق الرمادي)، مما أسفر عن مقتل 11 من مقاتلي تنظيم داعش وتدمير سيارة تابعة للتنظيم.[281][282][283][284]
- 3 آب / أغسطس: هاجمت قوات خاصة من الجيش المصري معاقل تنظيم داعش في الشيخ زويد والعريش ورفح. وقتلت حوالى 88 مسلحا وأسرت حوالى 56 آخرون في مناطق التومة والقواديس والزهرات والمقاطعة واللفيتات والزوارعة . ودمر الجيش 48 مركبة ودراجة نارية، فضلا عن 9 مقرات لتنظيم داعش.[285]
- 4 آب / أغسطس: اندلعت اشتباكات عنيفة في الصباح بين مقاتلي تنظيم داعش وقوات الأمن العراقية المدعومة من الميليشيات المتحالفة المعروفة باسم الحشد الشعبي في منطقة الحصيبة الشرقية شرق مدينة الرمادي، مما أسفر عن مقتل 11 من مقاتلي تنظيم داعش ومقتل 6 من أفراد القوات الأمنية. ومن جهة أخرى قتل سبعة من رجال الشرطة وأصيب أربعة اخرون بجروح في اشتباكات مع مسلحين من تنظيم الدولة الإسلامية (داعش) في منطقة أبو فليس شرق الرمادي. ولقى 5 أشخاص مصرعهم واصيب 8 اخرون في غارة جوية شنتها مروحية عراقية على مواقع يشتبه في انتمائها لتنظيم الدولة الإسلامية (داعش) بالقرب من بلدة الخالدية على بعد حوالى 80 كم غرب العاصمة العراقية بغداد . وقصفت الطائرات المروحية مرة أخرى منطقة النصاف بالقرب من مدينة الفلوجة التي يسيطرعليها اتنظيم لدولة الإسلامية (داعش) على بعد حوالى 50 كم غرب العاصمة العراقية بغداد مما أسفر عن مصرع 3 أشخاص واصابة 6 آخرين. وهاجم مسلحون من تنظيم الدولة الإسلامية (داعش) بقذائف الهاون منطقة العامرية بالفلوجة على بعد 40 كيلومترا غرب بغداد، مما أسفر عن مقتل مقاتلين من العشاءر السنية مناهضين لتنظيم الدولة الإسلامية (داعش) وإصابة 5 آخرين. وقصف التحالف الدولي مقر لتجمعات تنظيم داعش في جزيرة الخالدية شرق الرمادي، مما أسفر عن مقتل العشرات من أعضاء التنظيم. ومن بين قتلى تنظيم داعش والي جزيرة الخالدية. وقد قصفت الشرطة الفدرالية الاتحادية في شمال بغداد أوكار تنظيم داعش في منطقة الحصيبة الشرقية شرق الرمادي، مما أسفر عن مقتل 5 من المسلحين في التنظيم. واشتبكت قوة من فرقة التدخل السريع الأولى مع عناصر من تنظيم داعش في منطقة سوبيهات في منطقة الكرمة (53 كم شرق الرمادي)، مما أسفر عن مقتل 9 من مقاتلى تنظيم داعش، فضلا عن تدمير قاذفة صواريخ وسيارة تحمل أسلحة فردية خاصة بعناصر التنظيم خلال المواجهات.[286][287][288][289]
- 5 آب / أغسطس: قامت الولايات المتحدة باطلاق أول هجماتها ضد داعش من قاعدة إنجرليك الجوية في تركيا.[290]
- 5 آب / أغسطس: وقعت معارك ضارية بين تنظيم الدولة الإسلامية (داعش) ووحدات حماية الشعب الكردية في الساعات ال 48 الماضية جنوب مدينة سيرين، في سوريا. وقتل العشرات من مقاتلي تنظيم داعش وجرحوا، في حين أن 4 من مقاتلي وحدات حماية الشعب قد قتلوا في الاشتباكات.[291]
- 5 آب / أغسطس: اشتبكت قوات البراق في ذلك اليوم مع مجموعات مسلحة تابعة لتنظيم داعش في منطقة البغدادي (90 كم غرب الرمادي)، مما أدى إلى مقتل 9 مقاتلين من تنظيم داعش وتدمير سيارة محملة بأسلحة فردية. وأسفرت الاشتباكات أيضا عن تفجير شاحنة ضخمة تحمل مواد متفجرة بعد استهدافها بصواريخ. وتمكن الطيران العسكري العراقي في ذلك اليوم من مراقبة وقصف معدد من الملاجئ خاصة بتنظيم داعش في منطقة الزاوية في منطقة الكرمة (13 كم شرق الفلوجة)، مما أسفر عن مقتل 9 من مقاتلى تنظيم (داعش) وتدمير سيارتين تابعة له.[292][293]
- 6 آب / أغسطس: تمكن ضابط من الشرطة الاتحادية العراقية من التسلل وراء خطوط العدو في منطقة الحصيبة الشرقية (7 كم شرق الرمادي)، واشتبك مع أراد التنظيم بالقنابل اليدوية، مما أسفر عن مقتل 7 من مقاتلي تنظيم داعش. وقتل ضابط الشرطة على يد قناص خلال المواجهات.[294]
- 6 آب / أغسطس: اندلعت اشتباكات عنيفة بين تنظيم الدولة الإسلامية (داعش) والقوات الموالية للأسد، وانتهت بسيطرة تنظيم الدولة الإسلامية (داعش) على مدينة القريتين. وأكد المرصد السوري لحقوق الإنسان أن 37 من جنود النظام قد قتلوا، بينما قتل 23 مسلحا من تنظيم الدولة الإسلامية (داعش) خلال معركة القريتين. وتمكن مقاتلو الجبهة - المدعومين من قبل مقاتلى حركة أحرار الشام - من إحراز تقدم ضد مقاتلي تنظيم داعش بعد أن أصابوا مقر تنظيم داعش بالصواريخ. واستولت قوات المعارضة السورية على 5 معاقل لتنظيم داعش في محيط بلدة أم القرى في ريف حلب الشمالي. ووقعت اشتباكات بين مقاتلي تنظيم داعش والمقاتلين الأكراد من وحدات حماية الشعب، في الأجزاء الجنوبية الشرقية من مدينة الحسكة. وقتل ما لا يقل عن 4 مسلحين من تنظيم الدولة الإسلامية (داعش) خلال الاشتباكات، في حين أصيب 3 مقاتلين أكراد بجروح.[295][296][297]
- 7 آب / أغسطس: حاول مقاتلو تنظيم داعش التقدم نحو جبل عبد العزيز في محافظة الحسكة في سوريا، والذي استعادته القوات الكردية قبل شهرين تقريبا. ومع ذلك، انسحب مسلحو التنظيم بسبب المقاومة الشديدة ونيران الرشاشات الثقيلة.[297]
- 7 آب / أغسطس: أعدم تنظيم الدولة الإسلامية (داعش) حوالى 300 عضو في لجنة الانتخابات في مدينة الموصل، في العراق. وقامت طائرات التحالف الدولي بقصف 7 مواقع تابعة لتنظيم داعش، بما في ذلك وحدات تكتيكية ومخزن كبير لتخزين الأسلحة في الحويجة وبالقرب من حقول النفط في عجيل، وعَلّاس بالقرب من ناحية الرشاد (55 كم جنوب غرب كركوك)، مما أسفر عن مقتل حوالي 18 عنصرا من عناصر التنظيم وإصابة 12 آخرين. وكان من بين القتلى، مسؤول الإعلام في تنظيم داعش في جنوب غرب كركوك، ويدعى أبو حذيفة المهاجر. وتمكنت قوات البشمركة الكردية من صد هجوم لمقاتلي تنظيم داعش في منطقة سنجار غرب الموصل. واندلعت الاشتباكات المسلحة بين الطرفين، وأسفرت عن مقتل 15 عنصرا من عناصر تنظيم داعش، فضلا عن تدمير خمس سيارات تابعة للتنظيم.[298][299][300]
- 8 آب / أغسطس: اعتقلت القوات الأمنية العراقية العشرات من مقاتلي تنظيم داعش. وتم القبض على عدد من المسلحين أثناء محاولتهم زرع عبوات ناسفة محلية الصنع بالقرب من مقر القيادة الأمنية العراقية في حي المقدادية في ديالى. وقصف التحالف الدولي موقع لتنظيم داعش جنوب مدينة حديثة (160 كم غرب الرمادي)، مما أدى إلى مقتل أبو دجانة، وهو أحد مقاتلى تنظيم داعش، وهو مواطن سعودي. وقامت مدفعية الفرقة العراقية السابعة بتدمير سيارة تابعة لتنظيم داعش، مما أدى إلى مقتل 4 من الراكبين فيها في منطقة دولاب في مدينة هيت (70 كم غرب الرمادي). وتوغلت قوة أمنية مشتركة تدعمها قوات الحشد الشعبي في ديالى في الأحياء الغربية من الصقلاوية (10 كم شمال الفلوجة) ونجحت في قتل المدعو عبد الرزاق الملقب ب (ذباح داعش).[301][302][303]
- 9 آب / أغسطس: قتل ما لا يقل عن 35 مقاتلا من قوات المعارضة السورية وجرح العشرات خلال هجوم كبير شنه مسلحون من تنظيم داعش في محافظة حلب، في سوريا. وهاجم تنظيم داعش مقر قوات المتمردين في قرية أم حوش. وقد ألحقت الخسائر الفادحة في صفوف قوات المعارض إلى الانسحاب من القرية نحو مدينة حلب. أما أم حوش فهي الآن تحت سيطرة تنظيم داعش. وتم اعتقال حوالى 25 مقاتلا من قوات المعارضة كرهائن خلال السيطرة على القرية من قبل تنظيم داعش. وحاول مقاتلو تنظيم داعش التقدم نحو القرى الأخرى في ريف القامشلي، مما أدى إلى اندلاع اشتباكات بين تنظيم داعش وووحدات حماية الشعب الكردية. وقصف تنظيم الدولة الإسلامية (داعش) مراكز أمن تابع لوحدات حماية الشعب بمدافع الهاون وحاولت اقتحام ريف القامشلي الجنوبي، لكن المقاتلين الأكراد تمكنوا من صد هجومهم وأجبروهم على التراجع. وقتل ما لا يقل عن 9 مسلحين من تنظيم الدولة الإسلامية (داعش) خلال الاشتباكات، بينما أصيب ثلاثة من مقاتلي وحدات حماية الشعب بجروح بالغة. وأفيد بأن قوات وحدات حماية الشعب دمرت سيارتين تابعتين لتنظيم داعش واستولت على كميات كبيرة من الأسلحة والذخائر في أعقاب الاشتباكات.[304][305]
- 9 آب / أغسطس: تمكنت قوة تابعة لقيادة عمليات بابل، من مساء اليوم السابق، من قتل أربعة من مقاتلى تنظيم داعش، بالإضافة إلى تدمير سيارة تابعة للتنظيم غرب الرمادي في العراق. وتمكنت قوة تابعة لمديرية مخابرات كربلاء لمكافحة الإرهاب من إلقاء القبض على 9 عناصر من تنظيم داعش والاستيلاء على سيارتين مفخختين في منطقة عين التمور (80 كم غرب كربلاء). وأعدم تنظيم الدولة الإسلامية (داعش) الشيخ ريان العبد الجبوري، وهو من عشيرة الجبور، مع عدد من أقاربه في الموصل. وتمكنت الشرطة العراقية الاتحادية من قتل 6 أفراد من تنظيم داعش من بينهم 3 من هناصر القناصة في تل مشيهده في المحور الشرقي للرمادي. كما تمكنت القوة من تدمير سيارة مفخخة ومركبتين تحملان صواريخ كورنت موجهة مضادة للدروع في نفس المنطقة، في حين قتلت 3 عناصر من تنظيم داعش كانوا يحاولون التسلل والوصول إلى إحدى المناطق في الحصيبة الشرقية (7 كم شرق الرمادي).[306][307][308][309]
- 10 آب / أغسطس: قتل أكثر من 50 مسلحا من تنظيم الدولة الإسلامية (داعش) عندما استهدفت طائرات التحالف الدولي مبنى حيث كان تنظيم داعش يعقد اجتماعا في قرية شرق الحسكة، سوريا. وضرب مقاتلو تنظيم داعش مطار كويرس العسكري في حلب ب 3 هجمات بالسيارات المفخخة، مما أسفر عن مقتل عدد من قوات النظام. ويذكر ان مطار كويرس الذي يسيطر عليه النظام ظل تحت حصار تنظيم الدولة الإسلامية (داعش) منذ حوالى عامين. وفي وقت لاحق، استولى مقاتلى تنظيم داعش على الجزء الشرقي من مطار كويرس العسكري، بما في ذلك مكاتب قيادة القوات الجوية الموالية للأسد في حلب.[310][311]
- 10 آب / أغسطس: قتل مسلحون من جماعة أبو سياف في مانيلا جنديين في أحد الأسواق، لكن قوات الدعم ردت على الهجوم الذي وربما قتل عددا غير محدد من المهاجمين في جنوب الفلبين.[312]
- 11 آب / أغسطس: أصدرت المحكمة الشرعية في مدينة الشدادي جنوب الحسكة حكما بالإعدام على أكثر من 90 من مسلحي التنظيم الذين انسحبوا من مواقعهم القتالية دون إذن من قيادتهم، معتبرة أن تراجعهم «عمل خيانة». وقد انسحب عشرات من مقاتلي تنظيم داعش بالقوة من مناطق في الحسكة وتل الأبيض، في سوريا، بعد أن استعاد الجيش السوري ووحدات حماية الشعب المدينة من تنظيم داعش. وقتلت وحدة القناصة 3 من مقاتلي تنظيم داعش، مما منعهم من تنفيذ حكم الإعدام في 2 من القرويين الشيعة السوريين في شمال سوريا.[313][314]
- 11 آب / أغسطس: قتل أمير جماعة الجهاديين وقائده الثانى مع أربعة من المقاتلين على يد قوات الأمن في داغستان الروسية.[315]
- 12 آب / أغسطس: تمكنت طائرات القوات الجوية العراقية من تدمير 8 مركبات لنقل الوقود و 3 مركبات مسلحة تابعة لمقاتلي تنظيم داعش؛ كانوا يسرقون النفط الخام من خط الأنابيب الموسع لمصفاة القيارة. وقامت طائرات التحالف الدولي، بالتنسيق مع القوات العسكرية العراقية، بقصف قافلة من تعزيزات تنظيم داعش تحمل مقاتلين وأسلحة ومعدات في منطقة كارتان في جزيرة الخالدية (على بعد 23 كم شرق الرمادي)، مما أدى إلى مقتل وجرح العشرات من عناصر التنظيم ، بالإضافة إلى تدمير عدد من سياراتهم. تمكنت قوة من الشرطة الاتحادية من قتل 3 من أعضاء تنظيم داعش أثناء محاولتهم التسلل إلى مبان قريبة من الخطوط الأمامية للقوات الأمنية في منطقة الحصيبة الشرقية شرق الرمادي.[316][317][318]
- 12 آب / أغسطس: اتفق مقاتلى الجيش السوري الحر وتنظيم داعش على تبادل سراح 4 رهائن عند كل منهما في كل من محافظة حلب. ووقعت اشتباكات عنيفة بين القوات الكردية ومسلحين من تنظيم الدولة الإسلامية (داعش) في قرية الغزالة (22 كم جنوب تل حميس). وقتل ما لا يقل عن 4 مسلحين من تنظيم الدولة الإسلامية (داعش)، فيما أصيب 3 من المقاتلين الأكراد. وقعت اشتباكات عنيفة بين القوات الكردية ومسلحين من تنظيم الدولة الإسلامية في قرية الغزالة (22 كم جنوب تل حميس). وقتل ما لا يقل عن 4 مسلحين من تنظيم الدولة الإسلامية (داعش)، فيما أصيب 3 من المقاتلين الأكراد. وفي الوقت نفسه، قصفت الطائرات الحربية الأمريكية حاجزا لتنظيم الدولة الإسلامية (داعش) بالقرب من الحول جنوب شرق الحسكة.[319][320][320]
- 12 آب / أغسطس: الولايات المتحدة تطلق غاراتها الجوية المأهولة الأولى ضد داعش من قاعدة أنجرليك الجوية في تركيا. وشنت فرق مكافحة الإرهاب التركية حملة ضد تنظيم داعش في العاصمة أنقرة، وأسفرت عن اعتقال 12 شخصا يشتبه في انتمائهم إلى تنظيم داعش.[321][322]
- 13 آب / أغسطس: قام تنظيم داعش بتفجير شاحنة مقخخة في سوق في أحد الأحياء الشيعية في بغداد مما أسفر عن مقتل العشرات وإصابة المئات بجروح. وتمكن الجيش العراقي من تدمير ملاجئ لمسلحي تنظيم داعش وورش لتجهيز السيارات المفخخة في الفلوجة. كما تمكنت القوات الجوية التابعة للجيش من تدمير مركز اتصالات لتنظيم داعش في المنطقة. ودمرتنظيم داعش ثلاثة جسور إستراتيجية تربط كركوك بمحافظات بغداد ونينوى وصلاح الدين. وتمكنت القوات الأمنية، المدعومة من الشرطة الاتحادية العراقية، من التقدم في وسط الحصيبة الشرقية وقتل 8 من عناصر تنظيم داعش. كما قامت القوات بتفكيك 3 منازل مفخخة و 25 عبوة ناسفة. وكانت عناصر تابعة لكتائب السلام قد هاجمت بقذائف الهاون مأوى لتنظيم داعش وأحرقت سيارتين تحملان رشاشات في قرية لبو كدود في منطقة الحويش غرب سامراء.[323][324][325][326][327][328]
- 13 آب / أغسطس: استولى مقاتلو المعارضة السورية المسلحة التابعون للجبهة الشامية على مناطق جديدة، بما في ذلك محطة وقود، بعد شن هجوم على معاقل تنظيم داعش في ريف حلب الشمالي. وقتل ما لا يقل عن 3 مسلحين من تنظيم داعش وتم أسر 4 آخرون كرهائن من قبل مقاتلو المعارضة السورية المسلحة التابعون للجبهة الشامية. ضربت مقاتلات أمريكية معاقل لتنظيم الدولة الإسلامية (داعش) بالقرب من قلعة نجم بالقرب من بلدة صرين بريف بلدة عين العرب (كوباني). وأعقب ذلك انفجارات كبيرة في المنطقة تشير إلى أن الأهداف كانت تحتوي على كميات كبيرة من المواد المتفجرة والذخائر.[329][330]
- 14 آب / أغسطس: قصفت طائرات بدون طيار تابعة للتحالف الدولي خمسة مواقع لتنظيم داعش، بما في ذلك وحدات تكتيكية في قرية البو نجم والقرى الواقعة بين منطقتي داكو والتوز جنوب كركوك، في العراق. وأسفر القصف عن مقتل نحو 8 عناصر من تنظيم داعش وجرح 7 آخرين. نفذت القوات الجوية العراقية ست غارات جوية استهدفت مخازن الذخائر والأسلحة التابعة لتنظيم داعش في منطقة الشرقاط شمال تكريت. وأسفر القصف الجوي عن مقتل 125 من أعضاء داعش وجرح 70 آخرين. وتمكنت القوات الأمنية العراقية، بدعم من الشرطة الاتحادية، من قتل 29 من مقاتلى تنظيم داعش خلال المواجهات والاشتباكات في منطقة الحصيبة الشرقية (7 كم شرق الرمادي).[331][332][333]
- 15 آب / أغسطس: نجحت قوات من غرفة عمليات دجلة، بدعم من الجيش العراقي والشرطة والمتطوعين من الحشد الشعبي، من قتل 76 متطرفا من تنظيم داعش، بمن فيهم عناصر أوروبية وآسيوية، في معارك حقول آلس وعجيل في شمال صلاح الدين ، بالإضافة إلى تدمير 17 مركبة، ومعظمهم يحملون أسلحة فردية. وقد قامت طائرات التحالف الدولى بالتنسيق مع قوات الجيش العراقي بقصف موقعين تابعين لتنظيم الدولة الإسلامية (داعش) في منطقة الدولاب الواقعة في مدينة هيت (70 كم غرب الرمادي). وأسفر القصف الجوي عن مقتل العشرات من عناصر تنظيم داعش، بما في ذلك القائد السوري البارز أبو أنس الشامي.[334][335]
- 15 آب / أغسطس: سيطر مسلحون من تنظيم الدولة الإسلامية (داعش) على قرية طلالين في محيط بلدة مريع شمال حلب، بعد اشتباكات مع مقاتلي قوات المعارضة السورية التابعين للجبهة الشامية.[336]
- 16 آب / أغسطس: أبلغ تنظيم الدولة الإسلامية (داعش) عائلات 4 من مقاتلي تنظيم داعش في مدينة الشدادى، في سوريا، أن تنظيم داعش قد أعدمهم «للتعاون مع التحالف الدولي».[337]
- 16 آب / أغسطس: قصف تنظيم داعش بعد ظهر هذا اليوم الجسر الرئيسي الذي يربط بين مدينتى بيجي وتكريت في العراق عن طريق زرع كميات من المتفجرات تحت الجسر. وأدى ذلك إلى سقوط أجزاء من الجسر. ويهدف التنظيم من خلال تفجير الجسر إلى منع تقدم القوات الأمنية العراقية وقطع أي إمدادات عسكرية لمنطقة بيجي. وتمكنت القوات الأمنية العراقية التي تدعمها الشرطة الاتحادية من قتل 12 من مقاتلى تنظيم داعش في منطقة الحصيبة الشرقية (7 كم شرق الرمادي). وتمكنت القوات من تفكيك 8 منازل مفخخة و 45 عبوة ناسفة في منطقة المضيق شرق الرمادي. وتمكنت قوة من الكوماندوز العراقى من قتل 3 من قادة تنظيم داعش وتدمير سيارة بعد استهدافها بصاروخ في المحور الغربي للرمادي. ودخلت القوات الأمنية العراقية في المحور الغربي محطة قطار الرمادي بعد أن عانت عناصر تنظيم داعش من خسائر فادحة في الأرواح والمعدات. وبدأت القوات الأمنية العراقية عملية عسكرية واسعة النطاق بمشاركة طيران القوات الجوية لتحرير جزيرة الخالدية (23 كم شرق الرمادي) من سيطرة تنظيم داعش.[338][339][340][341]
- 17 آب / أغسطس: تمكنت قوات من ميليشيات الحشد الشعبي المدعومة من القوات الأمنية العراقية من قتل 10 من مسلحي تنظيم داعش وجرح آخر، بينما كانت تتقدم نحو محاور مدينة الرمادي. وقد تركت عناصر داعش أسلحتهم ومعداتهم في ساحة المعركة وسط هزيمة واضحة. كما أسفرت العملية عن تدمير 3 منازل مفخخة. وتمكنت قوات الشرطة الاتحادية العراقية من قتل 15 عنصرا من تنظيم داعش وتدمير 3 سيارات تحمل أسلحة مختلفة أثناء عملية أمنية في منطقة بيجي في محافظة صلاح الدين. واستولت قوة من كتائب حزب الله العراقية على تلة البو جراد في بيجي (40 شمال تكريت) بعد أن سيط عليها تنظيم داعش. وتمكنت القوة من فتح الطريق المؤدي إلى مصفاة بيجي. وقد تقدمت قوات الأمن العراقية في العمليات العسكرية في المحور الشرقي لمدينة الرمادي، بعد السيطرة على دفاعات تنظيم داعش في منطقة الحصيبة الشرقية (7 كم شرق الرمادي). وتمكنت قوة من الشرطة الاتحادية العراقية من قتل 3 قناصة ينتمون إلى تنظيم داعش وجرح آخر بعد استهدافهم للمأوى الخاص بهم بالصواريخ في منطقة المضيق شرق الرمادي. وتمكنت الطائرات الحربية العراقية وطائرات التحالف الدولى من قصف قافلة تابعة لتنظيم داعش في منطقة ريحانة غرب مدينة حديثة (160 كم غرب الرمادي)، مما أسفر عن مقتل وجرح العشرات من عناصر تنظيم داعش. وتمكنت قوات الأمن العراقية من قطع جميع الإمدادات لمقاتلي داعش في الرمادي، وحاولت قطع خطوط اتصالاتها. وقامت طائرات التحالف الدولى بقيادة الولايات المتحدة المقر الرئيسي للتنظيم في بعقوبة، مما أسفر عن مقتل 19 مسلحا على الأقل، بمن فيهم القائد البارز في تنظيم داعش علي لبيب العجيلي. وقد شن التحالف الدولي 15 ضربة جوية جديدة على مواقع تنظيم داعش في العراق. وإلى جانب قتل العشرات من مسلحي تنظيم داعش، أدت الضربات الجديدة إلى تدمير ما لا يقل عن سيارتين وعدد من الرشاشات الثقيلة المحملة على عربات الدقع الرباعى.[342][343][344][345][346][347][348]
- 17 آب / أغسطس: قام مقاتلون من قوات المعارضة السورية المسلحة بصد هجمات لتنظيم داعش في قرى في ريف حلب، بالقرب من الحدود السورية مع تركيا. وقصف التحالف الدولي مواقع لتنظيم داعش مع العديد من الضربات في المنطقة، مما ساعد المقاتلين السوريين صد تقدم تنظيم الدولة الإسلامية (داعش) واستعادة المناطق الاستراتيجية بالقرب من الحدود مع تركيا.[349]
- 17 آب / أغسطس: سحق تنظيم الدولة الإسلامية (داعش) في الأيام القليلة الماضية تمرد من قبل جماعة سلفية اسلامية وعدد من المسلحين كانوا يحاولون كسر قبضتها على مدينة سرت الواقعة على بعد حوالي 500 كم شرق طرابلس بليبيا. وقد لقى حوالى 70 شخصا مصرعهم. وكإنذار للآخرين، قتل داعش 4 مقاتلين من الجانب المنافس، وعلقوا جثثهم على القضبان المعدنية للعرض العام.[350]
- 18 آب / أغسطس: قتل الرجل الثانى في تنظيم داعش، الحاج معتز، في غارة استهدفتته بواسطة طائرة بدون طيار في 18 آب / أغسطس بالقرب من مدينة الموصل، في العراق. وكان معتز مسافراً في سيارة مع ناشط إعلامي تابع لتنظيم الدولة إسلامية (داعش) يدعى أبو عبد الله عندما أصيبت السيارة. واشتبكت مجموعتان تنتميان إلى تنظيم داعش؛ أحدهم بقيادة أبو مصعب المصلي والأخرى برئاسة الحاج ناصر المولى مع بعضهم البعض في منطقة البعاج غرب الموصل على خلفية توزيع الغنائم والأموال فيما بينهم. وأسفرت الاشتباكات عن مقتل 16 عنصرا منهم. وقد ضبطت القوات الأمنية المشتركة في الحقول الزراعية المحيطة بقرية مخيسا (6 كم شرق أبو صيدا) ورشة عمل لتصنيع العبوات الناسفة التي تنتج 150 عبوة في الشهر. ورجمت عناصر من تنظيم داعش 5 نساء حتى الموت في مخيم الغزلاني في الموصل. جاء ذلك بحجة عدم ارتداء الحجاب ورفض الامتثال لأوامر التنظيم . وتمكنت القوات الأمنية في ذلك اليوم من الاستيلاء على مديرية المرور في المحافظة وحي الزيتون غرب الرمادي. وخلال عمليات تطهير المباني شرق الرمادي، تمكنت قوة القناصة التابعة للشرطة الاتحادية العراقية من قتل خمسة عناصر من تنظيم داعش كانوا يحملون قنابل صاروخية أثناء محاولتهم التسلل ودخول أحد المباني في منطقة المضيق. وتمكنت قوات الشرطة الاتحادية العراقية  من قتل 4 من أعضاء تنظيم داعش، بالإضافة إلى تطهير ثلاثة مبان بعد تفكيك 13 عبوة ناسفة في المحور الشرقي للرمادي. وقوة أخرى من الشرطة الاتحادية تمكنت من قتل اثنين من أعضاء تنظيم داعش، بعد استهدافها بالصواريخ في المحور الشرقي لمدينة الرمادي.[351][352][353][354][355][356]
- 18 آب / أغسطس: تم الإبلاغ عن 16 حالة إصابة بالإيدز على الأقل في صفوف تنظيم الدولة الإسلامية (داعش) في مدينة الميادين في محافظة دير الزور شرق سوريا. ومعظم المصابين هم من المقاتلين الأجانب الذين كان لديهم علاقات جنسية مع اثنين من النساء المغربيات قبل الكشف عن إصابتهن. واقتحم تنظيم داعش قواعد المليشيات الشيعية اللبنانية التابعة لحزب الله بالقرب من الحدود السورية مع لبنان. وبعد اشتباكات مع مقاتلي حزب الله، استولى مقاتلو داعش على معبر جوسيه الحدودي. كما استولى مقاتلو تنظيم الدولة الإسلامية (داعش) على قرى قريبة من معبر جوسية في أعقاب اشتباكات أودت بحياة عشرات المسلحين من الجانبين.[357][358]
- 19 آب / أغسطس: قطع داعش رأس الدكتور خالد الأسعد، الذي كان رئيس الآثار (متقاعد) في تدمر لأن تنظيم الدولة الإسلامية في العراق والشام (داعش) اتهمه بأنه «مرتد»، ويتدرج في قائمة اتهاماته له بالجرائم المزعومة أنه قام بتمثيل سوريا في «المؤتمرات الكافرة» في تدمر، وزيارة إيران والتواصل مع«أخ له في الأجهزة الأمنية السورية». وأعلن تنظيم الدولة الإسلامية (داعش) مسؤوليته عن الهجوم بسيارة مفخخة في مدينة القامشلي السورية. وقتل ما لا يقل عن 13 شخصا خلال الهجوم، بينهم 10 مدنيين و 3 من رجال الأمن الأكراد من قوات الآسايش. وقد قصف التحالف الدولي وحدات تكتيكية ومواقع تنظيم داعش القتالية خلال الغارات الجوية الجديدة علي سوريا. وأدت العمليات إلى تدمير 4 وحدات تكتيكية و 6 مواقع قتالية في ريف الحسكة. واستهدفت وحدات تكتيكية أخرى من المجموعة في محافظة حلب، في حين أصيب المركز الأمنى لتنظيم الدولة الإسلامية (داعش) في مدينة الرقة.[359][360][361]
- 19 آب / أغسطس: تمكنت قوات الأمن العراقية من حرق ثلاث مركبات تحمل أسلحة فردية وقتل 16 عنصرا من عناصر تنظيم داعش، من بينهم قناص في منطقة الدور. وواصلت قيادة عمليات الأنبار عملية تحرير محافظة الأنبار حيث أطلقت القوات الأمنية ضربات مدفعية وصاروخية أسفرت عن مقتل 24 مسلحا من بينهم قادة في التنظيم (أبو عاءشة وأبو صباح وأبو ياسر) بالقرب من الخط الدفاعي في منطقة البوعثا. وتمكنت القوات الأمنية من تدمير سيارة تحمل عناصر من تنظيم الدولة الإسلامية (داعش)، بالإضافة إلى تدمير سيارة أخرى في منطقة البو بالي. وقصف طيران التحالف الدولي موقعا للتنظيم ودمر موقعه وقتل عنصر من التنظيم في منطقة الحمرا، وتم تدمير أيضا موقعين آخرين يستخدمان لتصنيع وتجهيز السيارات المفخخة. وتمكنت الشرطة العراقية من قتل 10 عناصر من تنظيم داعش أثناء محاولتهم التسلل عبر نهر الفرات إلى المحور الشرقي لمدينة الرمادي. وأطلق التحالف الدولي نحو 16 غارة جوية على مواقع تنظيم داعش في بيجي والموصل والمخمور والحبانية والرمادي وسنجار وتلعفر. وأدى ذلك إلى تدمير عدة قطع مدفعية ومركبات ومواقع قتالية تابعة لتنظيم الدولة الإسلامية (داعش).[361][362][363][364]
- 20 آب / أغسطس: حاول انتحاري يقود دبابة مفخخة الاقتراب من القوات الأمنية العراقية والحشد الشعبي في منطقة الحويش غرب سامراء بالعراق، مما دفع القوات الأمنية العراقية إلى استهدافه، إلا أن انفجار الدبابة أدى إلى إصابة 27 عنصرا من عناصر القوات الأمنية العراقية ومتطوعى الحشد الشعبي.[365]
- 20 آب / أغسطس: استولى مقاتلو وحدات حماية الشعب الكردية، بدعم من التحالف الدولي، على منطقة البحيرة الخاتونية، وهي منطقة إستراتيجية بالقرب من الهول في ريف الحسكة الشرقي. وقتل ما لا يقل عن 8 مقاتلين من تنظيم الدولة الإسلامية (داعش) خلال الاشتباكات.[366]
- 20 آب / أغسطس: أعلن تنظيم داعش مسؤوليته عن انفجار بالقرب من مبنى جهاز الأمن الوطنى المصري، الذي أسفر عن مقتل 29 شخصا، بينهم ستة من رجال الشرطة في منطقة القاهرة الكبرى.[367]
- 21 آب / أغسطس: قصف التحالف الدولي مقرين لتنظيم داعش، بما في ذلك مركز تدريب وورشة لتجهيز السيارات المفخخة في مدينة الرطبة (310 كم غرب الرمادي). وأسفر القصف الجوي عن مقتل 43 عنصرا من عناصر تنظيم داعش. وقصفت قوة المدفعية التابعة لقيادة عمليات الجزيرة والبادية اثنين من المواقع التابعة لتنظيم داعش في منطقة البو حيات في منطقة حديثة (160 كم غرب الرمادي)، مما أسفر عن مقتل 15 عنصرا من تنظيم داعش. وقامت طائرات التحالف الدولي بعدد من الغارات الجوية على مواقع تنظيم داعش في منطقة كبيسة جنوب هيت (70 كم غرب الرمادي)، مما أدى إلى تدمير 5 قاذفات صواريخ لتنظيم داعش. كما دمرت الضربات قاذفتي صواريخ في منطقة البو حيات في حي حديثة (160 كم غرب الرمادي)، في حين قتلت 4 عناصر من تنظيم داعش، من بينهم قائد بارزفى التنظيم.[368][369][370]
- 21 آب / أغسطس: دمر تنظيم داعش دير مار إليان التاريخي بالقرب من بلدة القريتين في محافظة حمص. وقد قتل عدد من المقاتلين البريطانيين من تنظيم الدولة الإسلامية (داعش) الذين لقوا حتفهم في سوريا من جراء ضربة بدون طيار تابعة لسلاح الجو الملكي البريطاني وكان هدف الهجوم بدون طيار من سلاح الجو الملكي البريطاني رياض خان 21 عاما من كارديف الذي كان قد ظهر في فيديو لتنظيم داعش البارز العام الماضي. والبريطاني الثاني هو رحول أمين، من أبردين. وقتل مقاتلان آخران من تنظيم (داعش) في قصف جوى على مدينة الرقة السورية [371][372][373][374]
- 21 آب / أغسطس: قتل عشرة من مقاتلي جماعة أبو سياف، مما أسفر عن مقتل 25 مسلحا وإصابة 16 آخرين خلال الأيام الثلاثة الماضية، حيث واصل الجيش عملياته باستخدام مدافع من عيار 105 ملم ضد الجماعة الإرهابية الفارين في باتيكولفى منطقة سولو، في الفلبين.[375]
- 22 آب / أغسطس: قتل تسعة عناصر من تنظيم داعش بالإضافة إلى تدمير زورقين تابعين للتنظيم وتفكيك 72 عبوة ناسفة محلية الصنع خلال عمليات الجيش العراقي غرب الرمادي. وقد تم تدمير خمسة مقرات تابعة لتنظيم داعش في غارة جوية قام بها التحالف الدولي في غرب الموصل. وتمكنت قوة من الفرقة السابعة تابعة للجيش العراقي من قتل مواطن سعودي حاول التسلل إلى موقع دفاعي في منطقة البغدادي.[376][377][378]
- 23 آب / أغسطس: دمر تنظيم «داعش» معبد بعلشمان (معبد بعل) الذي يبلغ عمره 2000 عام في مدينة تدمرالأثرية. وتبادلت القوات الكردية التابعة لوحدات حماية الشعب الرهائن مع تنظيم الدولة الإسلامية (داعش) للمرة الأولى. وأفرج كل طرف عن 3 رهائن.[379][380]
- 23 آب / أغسطس: قامت طائرات القوات الجوية العراقية من طراز (f-16) بضربة جوية أسفرت عن مقتل مفتي داعش في منطقة الجزيرة وأعداد كبيرة من عناصر تنظيم داعش في منطقة تلعفر. وقام داعش بتفجير منزل السفير العراقي في البحرين أحمد نايف أبو زيان شرق الرمادي. وتمكنت قيادة الفرقة العراقية الأولى من تمير سيارة تقل خمسة مسلحين وقتلتهم جميعا في ضواحي الفلوجة. وتمكنت القوات من تدمير جرافة مفخخة في نفس المنطقة. وأعدم تنظيم داعش 39 من ضباط الشرطة العراقية وقوات الجيش في الموصل. وكانت هذه العملية جزءا من سلسلة عمليات الإعدام التي نفذها التنظيم ضد موظفي الدولة في الموصل. وقصف مسلحو تنظيم داعش منطقة جرمشة شمال الرمادي بمحافظة الأنبار، مما أسفر عن مقتل 17 جنديا وجرح خمسة آخرين. وأصيب قائد عمليات الأنبار اللواء قاسم المحمدى بجراح بعد أن أصابته قذيفة هاون استهدفته أثناء قيادته للوحدات الأمنية في منطقة البو غيثا شرق الرمادي. وقد تمكنت قوة من عشائر الكوير والقيارة في نينوى، بدعم من البشمركة والتحالف الدولي، في ذلك اليوم من السيطرة على قريتي المسنتر والدوزات شرق نينوى. وقتلت القوة العشرات من مقاتلي تنظيم داعش، بالإضافة إلى تطهير القريتين. وتمكن الجيش العراقي في ذلك اليوم من صد هجوم لتنظيم داعش على مقر أمني في منطقة الصبيحات في حي الكرمة (53 كم شرق الرمادي)، مما أسفر عن مقتل 5 من مقاتلى التنظيم وتدمير سيارة تحمل أسلحة ثقيلة.[381][382][383][384][385][386][387][388]
- 22 آب / أغسطس: حاول أيوب الخزاني (مغربي الجنسية) الذي له صلات بتنظيم الدولة الإسلامية (داعش)، قتل عدد من ركاب قطار فرنسي يغادر من بروكسل ويذهب إلى باريس. وأصاب بجراح خطيرة شخصين وآخر في حالة طفيفة، بينما تغلب عليه 3 ركاب أمريكيين. وعاش الخزاني في إسبانيا حتى عام 2014، وانتقل إلى فرنسا ثم سافر إلى تركيا ثم سوريا حيث يعتقد أنه تدرب على يد تنظيم داعش قبل عودته إلى فرنسا.[389][390][390]
- 23 آب / أغسطس: نصب مسلحون من جماعة بوكو حرام كمينا لقافلة تقل رئيس أركان الجيش النيجيري في جولة في بلدات ولاية برنو المضطربة. وقتل جندي نيجيري بينما قتل 10 مسلحين وأسر خمسة آخرين.[391]
- 24 آب / أغسطس: قتل جنيد حسين، 21 عاما من برمنغهام، في المملكة المتحدة، في غارة جوية شنتها القوات الأمريكية في الرقة. وأكد البنتاغون أن ضربة من طائرة أمريكية بدون طيار قتلت جنيد حسين، وهو من عناصر تنظيم داعش المرتبطة بهجوم غارلاند في ولاية تكساس، في الهجوم على مسابقة الرسوم المتحركة.[374][392]
- 24 آب / أغسطس: أطلقت قوة تابعة للمديرية الاستخبارات العسكرية العراقية ضربات صاروخية على معقل مقاتلي تنظيم داعش في بيجي شمال تكريت، مما أسفر عن مقتل 12 مسلحا من التنظيم. وقد دمرت سيارتان من طراز بوبي أثناء الاشتباكات، فضلا عن سيارتين أخريين تابعتين للتنظيم . وتمكنت قوة مشتركة من قيادة عمليات الجزيرة والبادية واللواء الثامن عشر للشرطة الاتحادية العراقية من صد هجوم نفذه تنظيم داعش في منطقة الكيلو 35 غرب مدينة الرمادي. وقد تمكنت القوة المشتركة من تدمير صهريجين مفخختين وجرافة مفخخة، وقامت بقتل كل من في داخلهما. وأصيب اثنان من أفراد القوات الأمنية العراقية بجراح خلال الاشتباكات التي وقعت أثناء الهجوم. وقد قصفت طائرات التحالف الدولي مواقع لتنظيم داعش في قرية الدبج في منطقة دقوق (35 كم جنوب كركوك). وأسفر القصف الجوي عن مقتل وجرح العشرات من عناصر التنظيم ، بالإضافة إلى تدمير ثلاث وحدات تكتيكية تعود إليهم في القرية نفسها. وتمكنت قوة من الكوماندوز التابعة لقيادة الشرطة الاتحادية من قتل خمسة من عناصر تنظيم داعش وتدمير دراجة نارية أثناء محاولتهم التسلل إلى الخط الدفاعي في منطقة الحصيبة الشرقية (7 كم شرق الرمادي). وفي الوقت نفسه، قتلت قوة من فرقة التدخل السريع الأولى 6 من أعضاء من تنظيم داعش، بعد أن احاطوا بهم داخل مقر لهم في منطقة الحصيبة الشرقية. وقامت قوة من قوات غرفة عمليات الجزيرة والبادية بالتنسيق مع سلاح الجوالعراقى ، في ذلك اليوم وقاموا بعملية أمنية في منطقة البغدادي أسفرت عن مقتل 8 من أعضاء تنظيم داعش وتدمير مخزن للذخائر وخمسة قواعد للصواريخ. وقامت قوة أخرى بعملية في منطقة البوحيات في حي حديثة (160 كم غرب الرمادي)، مما أسفر عن مقتل 4 عناصر من تنظيم داعش، بالإضافة إلى تدمير سيارة ومقرتابع للتنظيم.[393][394][395][396][397]
- 25 آب / أغسطس: قتل ثلاثة فتيان ينتمون إلى تنظيم الدولة الإسلامية في العراق والشام (داعش) بين سن 14 و 16 عاما، عندما انفجرت قنبلة زرعت على جانب أحد الطرق خيث كانوا يزرعونها على المحور الغربي من الصقلاوية شمال الفلوجة. وقد فجرانتحاري نفسه من تنظيم داعش اثنين من الجنرالات العراقيين الذين حددهم التلفزيون الحكومي اللواء عبد الرحمن أبو رجيف، نائب رئيس العمليات في الأنبار، الجنرال سفين عبد المجيد، قائد الفرقة العسكرية العاشرة. وقامت القوات الأمنية المشتركة التابعة للفرقة العراقية السابعة والمقاتلين العشائريين بدعم من الطيران الدولي للتحالف بعملية أمنية واسعة أسفرت عن تحرير منطقة جابا في منطقة البغدادي (90 كم غرب الرمادي). وأسفرت العملية عن مقتل 27 عنصرا من عناصر تنظيم داعش وتدمير 10 منصات للصواريخ بالمدفعية والضربات الجوية للتحالف الدولي. كما أسفر عن مقتل 3 مقاتلين من العشائر ، فضلا عن إصابة 4 جنود.[398][399][400]
- 26 آب / أغسطس: قتل أربعة قادة ينتمون إلى تنظيم داعش في غارة جوية قام بها التحالف الدولي غرب الرمادي في العراق. وقد أصاب تنظيم الدولة الإسلامية (داعش) 40 قتيلا و 45 جريحا خلال العمليات العسكرية التي نفذتها القوات الأمنية والبشمركة لتحرير منطقة دقوق (40 كم جنوب كركوك). نفذت القوات الجوية العراقية طلعتين بناء على معلومات استخباراتية من وكالة الاستخبارات والتحقيقات. استهدف أول تريك هوائي قافلة داعش في الأنبار بالقرب من الحدود السورية العراقية، مما أسفر عن مقتل الناشط أبو سلام، وهو قائد في تنظيم داعش، والسعودي أحمد حمادي، بالإضافة إلى مقتل 25 مسلحا، في حين استهدفت الغارة الجوية الثانية داعش قافلة في منطقة الويلرية في الأنبار، مما أسفر عن مقتل 50 مسلحا من تنظيم الدولة الإسلامية (داعش). اندلع اشتباك مسلح على خلفية الصراعات حول النفوذ والمال بين مجموعتين ينتميان إلى تنظيم داعش في حي المهندسين في الموصل بالعراق، مما أسفر عن مقتل 13 عنصرا من عناصر التنظيم . قتل 13 عنصرا من تنظيم داعش ودمرت سيارتان في قصف جوي من قبل الجيش العراقي شرقي مدينة الرمادي. هاجمت مجموعة مسلحة مقر كتيبة الخنساء، التي تنتمي إلى تنظيم الدولة الإسلامية (داعش) في حي بابل في الموصل، بالعراق. وأسفر الهجوم عن مقتل ثلاث نساء من التنظيم . وتمكنت قوة من قيادة غرفة عمليات الجزيرة والبادية مدعومة بالمدفعية من قصف وتدمير خمس سيارات تابعة لتنظيم داعش تحمل أسلحة ثقيلة، مما أسفر عن مقتل تسعة مسلحين في منطقة البغدادي في العراق.[401][402][403][404][405][406][407]
- 26 آب / أغسطس: شن مقاتلون من تنظيم داعش هجوما على مقر وحدات حماية الشعب في محافظة الحسكة شمال شرق سوريا. وقتل ما لا يقل عن اثنين من مقاتلي وحدات حماية الشعب وأصيب أربعة آخرون بعد قصف بقذائف الهاون. وأعقب الهجوم اشتباكات بين قوات وحدات حماية الشعب ومسلحي تنظيم داعش الذين انسحبوا بعد ساعتين من القتال. وقتل العديد من المسلحين خلال الاشتباكات.[408]
- 26 آب / أغسطس: قامت القوات الكردية المدعومة بقصف التحالف الدولي بطرد مقاتلي الدولة الإسلامية (داعش) من أصل 10 قرى في محافظة كركوك العراقية في هجوم لتأمين أراضيها إلى الشمال. وقد قتل خمسة من البيشمركة، معظمهم بواسطة عبوات ناسفة محلية الصنع. وقتل ما لا يقل عن 12 من مقاتلي تنظيم داعش وأصيب 33 آخرين.[409][410]
- 27 أغسطس / آب: تمكنت قوة تابعة للحشد الشعبي من اعتقال قائد في تنظيم الدولة الإسلامية (داعش) المعروف باسم حسن علوي، في عملية تكتيكية في حي الشيحة في منطة كرمات الفلوجة غرب الرمادي.[411]
- 27 آب / أغسطس: بعد السيطرة على مدينة حربال القريبة، شدد تنظيم الدولة الإسلامية (داعش) حصاره على بلدة الماريا التي تسيطر عليها قوات المعاؤضة السورية في ريف حلب شمال سوريا. وقتل ما لا يقل عن تسعة من مقاتلي تنظيم داعش في الاشتباكات وفقدت الجبهة الشامية خمسة من المقاتلين [412]
- 28 آب / أغسطس: في محافظة كركوك، قتل 19 من مقاتلي تنظيم داعش أو أصيبوا في قصف جوي من قبل التحالف الدولي الذي استهدف خمسة مواقع ووحدات تكتيكية تابعة لتنظيم داعش.[413]
- 28 آب / أغسطس: بعد اشتباكات عنيفة مع مقاتلي تنظيم داعش، استعاد مقاتلو الجبهة الشامية بلدة في ريف حلب شمال سوريا. وقتل ما لا يقل عن 8 من مقاتلي تنظيم داعش خلال الاشتباكات، واستولت قوات المعارضة السورية على كمية كبيرة من الاسلحة التي عثر عليها في المدينة التي تم اخلاءها. وفي الوقت نفسه، شنت الطائرات الحربية التابعة للتحالف الدولي عدة ضربات على وحدات تكتيكية تابعة لتنظيم داعش ومواقع قتالية في بلدة مسكنة شرق حلب. وأبلغ عن مقتل عشرات المسلحين وتدمير 4 مركبات على الأقل من تنظيم داعش خلال الغارات.[414]
- 28 آب / أغسطس: قتل 3 من أفراد جماعة أبو سياف وأصيب 5 آخرون، فضلا عن إصابة 10 من مشاة البحرية في مواجهة في جبل مدينة باتيكول، في اقليم سولو، بالفلبين.[415]
- 29 آب / أغسطس: قامت القوات الكردية والبيشمركة بالسيطرة على سبع قرى من مقاتلي تنظيم الدولة الإسلامية (داعش) في شمال العراق بعد اشتباكات عنيفة. وقتل أكثر من أربعين من مقاتلي تنظيم داعش خلال الاشتباكات.[416]
- 29 آب / أغسطس: قامت الطائرات العسكرية التركية بالقيام بالضربات الجوية الأولى ضد أهداف تنظيم داعش كجزء من التحالف الدولى لمحاربة الإرهاب.[417]
- 29 آب / أغسطس: أعدم تنظيم داعش 20 من مسلحي التنظيم في مدينة الموصل. وقد أعدم خمسة منهم بتهمة تنفيذ هجوم مسلح على ما يسمى بوالي الموصل أبو عبد المجيد العفري في تموز / يوليو في منطقة القيارة غرب مدينة الموصل. وتم اعدام 15 عنصرا بتهمة الهروب من جبهات المعركة في منطقة الخازر.[418]
- 30 آب / أغسطس: قتل ما لا يقل عن 65 مسلحا من تنظيم داعش في غارات جوية قام بها التحالف الدولي في محافظتى ديالى والأنبار العراقية.[419]
- 30 آب / أغسطس: قتل 17 عنصرا من تنظيم داعش في اشتباكات داخلية مسلحة بين مجموعتين تابعتين للتنظيم ، بسبب نزاع حول توزيع الأموال والنفوذ غرب الموصل. ونفذت القوات الجوية التابعة للجيش العراقي غارة جوية على ورشة لتجهيز السيارات المفخخة في مزرعة خالد بن الوليد الواقعة في حديثة غرب الرمادي. وأسفرت الغارة عن تدمير الورشة وقتل العشرات من عناصر تنظيم داعش، بالإضافة إلى حرق أربع مركبات، بما في ذلك سيارتين مفخختين.[420][421]
- 30 آب / أغسطس: دمر تنظيم داعش معبد بيل الأثرى في مدينة تدمر. وتم الإبلاغ عن أن الحجارة وأعمدة المعبد قد انهارت على الأرض، وذكر أن جدار واحد فقط ظل قائم، وفقا لأحد سكان مدينة تدمر[352][422]
- 30 آب / أغسطس: تمكنت طائرات التحالف الدولي من قصف منزل في منطقة جوبا شرق الرمادي، الذي استولى عليه تنظيم داعش كمقر لاجتماعاته ؛ مما أسفر عن مقتل 43 عنصرا من عناصر تنظيم داعش، بما في ذلك عدد من القادة العرب.[423]
- 31 آب / أغسطس: أعلنت الشرطة الاتحادية العراقية مقتل خمسة من أعضاء تنظيم داعش وتدمير مركبة تابعة للتنظيم وتحمل أسلحة في شرق الرمادي. وأعلن قائد الفرقة السابعة للجيش العراقي أن القوات الأمنية صدت هجوم لتنظيم داعش على البغدادي وحديثة في الأنبار، قائلاً أن 32 عنصرا من عناصر التنظيم قد قتلوا.[424][425]

### أيلول / سبتمبر 2015
- 1 أيلول / سبتمبر: قتل جندي تركي واحد على الأقل وجرح اثنان آخران في مقاطعة كيليس الجنوبية بنيران عبر الحدود بالقرب من سوريا. وجاء اطلاق النيران من الأراضي السورية التي يحتلها تنظيم داعش.
- 5 أيلول / سبتمبر: نفذ التحالف الدولي 21 ضربة جوية ضد تنظيم الدولة الإسلامية في العراق وسوريا (داعش) في نهاية الأسبوع 5 أيلول / سبتمبر. ووقعت أكبر الهجمات على الفلوجة في العراق، حيث ضربت خمس غارات جوية منازل وأقبية. وتم تنفيذ 12 هجوما آخر في ست مدن أخرى في العراق.[426]
- 5 سبتمبر / أيلول: قتلت امرأة عراقية، يعتقد أنها من أفراد الأقلية الأيزيدية أوالكردية، وأن أحد كبار قادة تنظيم الدولة الإسلامية (داعش) المعروف باسم أبو أنس، وهو انتقام دموي لجعلها رقيقة جنسية.[427]
- 8 أيلول / سبتمبر: بالتنسيق مع حكومة العراق، أجرى التحالف الدولى غارات جوية على قاعدة لعمليات تنظيم الدولة الإسلامية (داعش) ومكان لتنظيم الرحلات في استاد بالقرب من الرمادي. وكان الاستاد مركزا رئيسيا لقيادة تنظيم داعش في منطقة الرمادي وكان يستخدم لتخزين كميات كبيرة من المتفجرات محلية الصنع والأسلحة والذخائر وكذلك مكونات كيماوية. وقد استخدم تنظيم الدولة الإسلامية في العراق والشام (داعش) الاستاد كأساس لعمليات للسيطرة على المقاتلين في جميع أنحاء منطقة الرمادي، ونقطة مركزية للدعم القتالى للمناطق التي سقطت في وادي نهر الفرات. وقد تم تدمير هذا المحور.[428]
- 10 أيلول / سبتمبر: غارة جوية للتحالف الدولى تقتل أبو بكر التركماني، وهو أمير إداري لتنظيم الدولة الإسلامية (داعش) في مدينة تلعفر، العراق.[429]
- 14 أيلول / سبتمبر: قامت طائرتان مقاتلتان من طراز هورنيت أسترالية بتدمير مدرعة تلنقل الأفراد تابعة لتنظيم داعش بصاروخ موجه بدقة في شرق سوريا.[430]
- 14 أيلول / سبتمبر: نجح سلاح الجو الملكي في تدمير عدد من المواقع المسلحة للتنظيم.[431]
- 15 أيلول / سبتمبر: نجحت قوات الأمن المصرية في قتل 55 مسلحا في سيناء في اليوم التاسع من عملية ضد تنظيم ولاية سيناء (أنصار بيت المقدس (سابقا)) في منطقة شمال سيناء وقتل 2 من الجنود المصريين أثناء العملية.[432]
- 16 أيلول / سبتمبر: نفذ التحالف الدولي 22 غارة جوية على تنظيم الدولة الإسلامية في العراق وسوريا (داعش) خلال ال 24 ساعة الماضية. وكانت هناك ثلاث ضربات بالقرب من الحسكة في شمال شرق سوريا ودمرت وحدة تكتيكية وتدمير مواقع قتالية ومخابئ وحفارات تابعة للتنظيم. وضربت غارة جوية أخرى بالقرب من حلب وحدة تكتيكية تابعة لتنظيم الدولة الإسلامية في العراق وسوريا (داعش). كما تم تدمير ثلاثة مواقع قتالية ووحدة تكتيكية بالقرب من بلدة عين العرب (كوبانى) بالقرب من الحدود التركية. وفي هجوم منسق مع الحكومة العراقية، كانت هناك 15 غارة جوية في العراق تستهدف مباني لتنظيم الدولة الإسلامية (داعش) ومعدات بالقرب من بيجي والفلوجة والموصل وسنجار.[433]
- 18 أيلول / سبتمبر: نفذت طائرات الجيش السوري ما لا يقل عن 25 غارة جوية على مواقع لتنظيم الدولة الإسلامية (داعش) في مدينة تدمر، مما أسفر عن مقتل 26 شخصا على الأقل، بينهم 12 من مسلحى تنظيم داعش.[434]
- 18 أيلول / سبتمبر: يشتبه في أن مقاتلي جماعة أبو سياف قد فجروا حافلة أسفرت عن مقتل امرأة وإصابة 16 شخصا آخرين في زامبوانجا، بالفلبين.[435]

وقتل ما لا يقل عن 38 مقاتلا من تنظيم داعش في غارات جوية قام بها نظام دمشق على مدينة تدمر ومدينتين أخريين تسيطر عليهما تنظيم داعش في محافظة حمص.
- 22 أيلول / سبتمبر: قتل ما لا يقل عن 38 مقاتلا من تنظيم داعش في غارات جوية شنتها قوات النظام على ثلاث بلدات يسيطر عليها التنظيم في وسط سوريا.[436]
- 22 أيلول / سبتمبر: قتل الجيش الكاميروني 11 مسلحا من جماعة بوكو حرام في اشتباكات في بلدة أمشيد الشمالية.[437]
- 24 أيلول / سبتمبر: أعلن فرع اليمن في تنظيم داعش مسؤوليته عن تفجير انتحاري في مسجد في العاصمة اليمنية صنعاء أسفر عن مقتل ما لا يقل عن 29 شخصا.[438]
- 25 أيلول / سبتمبر: حوالي 200 من أفراد جماعة بوكو حرام المسلحة قد قدموا أنفسهم، في بلدة بانكي، في نيجيريا، على الحدود مع الكاميرون.[439]
- 27 أيلول / سبتمبر: أسفرت هذه الغارة الجوية عن مقتل 30 من أعضاء تنظيم داعش، من بينهم 12 جنديا طفلا، و 20 جريحا.[440]
- 28 أيلول / سبتمبر: قتل اثنان يشتبه في أنهما من تنظيم داعش واعتقل ثلاثة آخرون خلال سلسلة من غارات مكافحة الإرهاب في المملكة العربية السعودية، في مواقع حول مدينة الرياض ومدينة الدمام.[441]
- 29 أيلول / سبتمبر: أعلن تنظيم داعش مسؤوليته عن مقتل عامل إغاثة إيطالي في دكا ببنغلاديش؛ وبذلك تأكد أن هذا الهجوم سيكون أول هجوم لهم في بنغلاديش.[442]
- 29 أيلول / سبتمبر: وزارة خارجية الولايات المتحدة تصدر بيان باعتبار أقاليم القوقاز وخراسان التابعة لتنظيم الدولة الإسلامية في العراق والشام (داعش) كمجموعات إرهابية عالمية.[443]
- 30 أيلول / سبتمبر: من المفترض أن تطلق طائرات القوات الفضائية الجوية الروسية ضربات محددة على ثمانية أهداف للجماعات الإرهابية في سوريا. في المجموع، تم إجراء 20 غارة جوية. ونتيجة لذلك، دمرت عدد من مستودعات الأسلحة والوقود والمعدات العسكرية. وقد دمرت تماما مراكز تنسيق لتنظيم داعش في الجبال. كما استهدفت عاصمة تنظيم داعش بحكم الأمر الواقع في مدينة الرقة، مما أسفر عن مقتل 12 من مقاتلى التنظيم على الأقل.[444][445]

### تشرين الأول / أكتوبر 2015
- 1 تشرين الأول / أكتوبر: دمرت القوات الجوية الروسية مركز لقيادة تنظيم داعش، ومعسكر تدريب. وقصفت طائرتان مخيما ميدانيا في محافظة حلب ومركزا لوجستيا في محافظة إدلب ونقطة قيادة في منشأة محصنة في محافظة حماة. لكن مرة أخرى، كان العديد من هذه الأهداف في الواقع في المناطق التي تسيطر عليها المعارضة السورية حيث ال يوجد تنظيم داعش. وهذا أمر مهم لأن المعارضة السورية في واقع الأمر في حالة حرب مع داعش وتشارك في اشتباكات عنيفة جدا معهم بالقرب من مدينة ماريه السورية الشمالية وكذلك في محافظة درعا الجنوبية، مما يثير تساؤلات حول حقيقة هدف الحملة الجوية الروسية.[446]
- 2 تشرين الأول / أكتوبر: هجوم بوكو حرام على قرية في جنوب شرق النيجر قتل جنديين نيجيريين، وجرح 7 آخرين، كما دمر سيارة للجيش.[447]
- 2 تشرين الأول / أكتوبر: تم اعتقال 3 من أعضاء داعش في الشيشان.[448]
- 3 تشرين الأول / أكتوبر: أعلنت داعش مسؤوليتها عن إطلاق النار على رجل ياباني في منطقة رانغبور في بنغلاديش وقتله. والقتل الثاني للأجنبي الذي يرتكبه داعش في البلاد في غضون أسبوع؛ وحذروا من المزيد من الهجمات.[449]
- 5 تشرين الأول / أكتوبر: شن داعش ھجوما واسع النطاق علی عاصمة محافظة دير الزور، مهاجمة الدفاعات الأمامیة للقوات المسلحة السوریة في المطار العسکري. والصناع، والحويكة، والأحياء. وقرية المريعية. هذا الهجوم فشل تماما وأسفر عن وفاة حوالي 150 من أعضاء داعش. قامت 3 طائرات تابعة للقوات الجوية الروسية بضربات على هدفين من تنظيم الدولة الإسلامية في الجزء الشرقي من محافظة حمص بالقرب من مدينة تدمر. تم تدمير حوالي 20 وحدة من الدبابات المتوسطة T-55، التي تم الاستيلاء عليها في وقت سابق من قبل المسلحين من الجيش السوري، فضلا عن 3 قاذفات صواريخ متعددة.[450][451]
- 6 تشرين الأول / أكتوبر: طائرات روسية استهدفت أهداف داعش في مدينة تدمر السورية. ودمرت الضربات 20 مركبة و 3 مستودعات للأسلحة في تدمر التي تسيطر عليها الدولة الإسلامية.[452]
- 7 تشرين الأول / أكتوبر: تعرض داعش لخسائر فادحة، ضد الجيش السوري، بعد فشل هجوم آخر في مطار دير الزور العسكري في سوريا.[453]
- 7 تشرين الأول / أكتوبر: قتل الجيش النيجيري أكثر من 100 من مقاتلي بوكو حرام بعد أن حاولوا مهاجمة 120 من قوات كتيبة فرقة العمل، الواقعة في غونيري بولاية يوبي. خلال اللقاء، قتل المسلحون 7 جنود وجرحوا 9 آخرين.[454]
- 8 تشرين الأول / أكتوبر: قتل الجنرال حسين حمداني، قائد عسكري إيراني، كان يشرف على قوة القدس وإسداء المشورة للجيش السوري، على أيدي عناصر من تنظيم داعش في ضواحي مدينة حلب، سوريا. أرسلت داعش 3 انتحاريين ومئات المقاتلين لسرب قاعدة الجيش السوري خارج مطار دير الزور العسكري، مما أسفر عن مقتل 23 جنديا من اللواء 137 قبل أن يتمكن تنظيم داعش من فرض سيطرة كاملة على المبنى الأخير الذي يقع بين قاعدة كتيبة المدفعية والقاعدة الجوية.[455][456]
- 8 تشرين الأول / أكتوبر: قتل 11 جنديا تشاديا في الهجوم الأخير الذي شنته بوكو حرام في البلد، بينما أفيد بأن 13 آخرين أصيبوا بجراح.[457]
- 8 تشرين الأول / أكتوبر: قتلت شرطة مكافحة الإرهاب في جمهورية الشيشان الروسية 3 من يشتبه في أنهم من تنظيم داعش، وعادوا من سوريا، في حادثين منفصلين. أصيب اثنان من موظفي إنفاذ القانون بجروح أثناء العملية.[458]
- 8 تشرين الأول / أكتوبر: 3 أعدم آشوريون، اختطفوا في فبراير / شباط 2015، على شريط فيديو.[459]
- 9 تشرين الأول / أكتوبر: نفذت طائرتان من طراز رافال الفرنسية موجة ثانية من الضربات في سوريا على معسكر تدريب تابع لتنظيم داعش. ادعت القوات الجوية الروسية مقتل اثنين من كبار قادة داعش الميدانيين من بين 300 مقاتل من عدة جماعات إسلامية، بما في ذلك داعش. أطلقت داعش 4 انتحاريين باتجاه البوابة الجنوبية الشرقية لمطار دير الزور العسكري. إلا أن القوات المسلحة السورية دمرت جميع المركبات قبل أن تصل إلى وجهتها. عانت القوات المسلحة السورية من 16 قتيلا آخرين. وتسببت داعش في إصابة 73 شخصا وإصابة 14 عربة مدرعة (مركبات انتحارية) كانت إما مزودة بمدفع رشاش مضاد للطائرات من عيار 23 مم أو 57 ملم خلال تلك الساعات المتوترة 48 ساعة.[456][460][461]
- 10 تشرين الأول / أكتوبر: خلال الساعات الأربع والعشرين الماضية، استولى الجيش السوري، بالتنسيق مع القوات الجوية الروسية، على مدينة جبول الحتمية (على بعد 6 كم من مطار كويريس العسكري المحاصر، الذي يطلق عليه أيضا راسين العبود، ويحمله الجيش السوري) بعد معارك كثيفة مع داعش. وقعت اشتباكات عنيفة بالقرب من قرية مروح (على بعد 15 كم جنوب بلدة سيرين).[462]
- 16 تشرين الأول / أكتوبر: أطلق مسلح النار على 5 أشخاص في دولة إسلامية وقتلهم في هجوم على قاعة اجتماعات شيعية في المملكة العربية السعودية قبل أن يقتله رجال الشرطة بالرصاص[463]
- 16 تشرين الأول / أكتوبر: أطلق حزب الله اللبناني الصواريخ قذائف الهاون وقذائف الهاون على ما قاله مقاتلو الدولة الإسلامية يحاولون التسلل إلى شمال البلاد، مما أسفر عن مقتل 5 منهم.[464]
- 18 تشرين الأول / أكتوبر: أصيبت قافلة داعش مؤلفة من 16 مركبة أثناء مرورها عبر الجزء الشرقي من محافظة حماة الليلة الماضية. وأسفر ذلك عن مقتل ما لا يقل عن 40 مسلحا. الطائرات التي شنت الضربات الجوية يمكن أن تكون روسية أو سورية.[465]
- 18 تشرين الأول / أكتوبر: نفذ مقاتل بريطاني من تنظيم داعش هجوما انتحاريا مدمرا بالقرب من مدينة الرمادي الجهادية في العراق. وادعى بيان داعش أن المقاتل المعروف باسم أبو عمر البريتاني شارك في هجوم انتحاري مزدوج، مما أسفر عن مقتل وجرح 80 شخصا. ويعتقد أن الانتحاري الثاني هو مواطن سوري يدعى أبو قطيبة الشامي.[466]
- 22 تشرين الأول / أكتوبر: أسفرت الغارة التي شنتها القوات الكردية والولايات المتحدة على إطلاق سراح السجناء المحتجزين لدى تنظيم الدولة الإسلامية في العراق والشام، عن إطلاق سراح 69 شخصا من بينهم أكثر من 20 من قوات الأمن العراقية. واقترحت الاستخبارات ان تكون القبور المحفورة حديثا مخصصة للرهائن، وان مقابلات الرهائن بعد الإنقاذ قالت انهم يتوقعون الموت بعد صلاة الصباح. وكان أحد العاملين في الخدمة الأمريكية قد أصيب بجروح مميتة (أول وفاة عسكرية أمريكية في الحرب ضد تنظيم الدولة الإسلامية) وأصيب 4 أكراد. وقتل أكثر من 20 من أعضاء داعش و 6 أسر. أصدرت الولايات المتحدة فيديو للسجن الذي تعرض للقصف بعد الغارة.[467][468]
- 29 تشرين الأول / أكتوبر: أعدم تنظيم الدولة الإسلامية في العراق والشام مؤخرا أكثر من 200 من مقاتليه بعد محاولتهم كسر القاعدة والانضمام إليها في سوريا.[469]
- 31 تشرين الأول / أكتوبر: اعتقلت قوات الأمن اللبنانية عضوا في تنظيم الدولة الإسلامية في العراق والشام تخطط لهجوم انتحاري ضد الجيش.[470]
- 31 تشرين الأول / أكتوبر: تحطم طائرة روسية تحلق من شرم الشيخ مصر، مما أدى إلى مقتل 224 شخصا كانوا على متنها. ويزعم تنظيم داعش المسؤولية في شريط فيديو يقول إنه انتقام من إرسال روسيا طائرات ضدهم.[471][472]

### تشرين الثاني / نوفمبر 2015
- 1 تشرين الثاني / نوفمبر: عثر على رجل كوري جنوبي مسن اختطفه مسلحون من جماعة أبو سياف في جنوب الفلبين قبل 10 أشهر على ما يبدو بسبب مرض.[473]
- 2 تشرين الثاني / نوفمبر: تقدمت القوات الديمقراطية السورية باتجاه مدينة الهول الاستراتيجية على الحدود مع العراق، بعد اقتحام قرية بهرات الخاطونية القريبة. قصفت الطائرات الروسية سو -25 مواقع داعش، في مدينة تدمر القديمة، ودمرت تحصينا، وقبو تحت الأرض ومدافع مضادة للطائرات.[474][475]
- 3 تشرين الثاني / نوفمبر: شنت قوات التحالف الدولي غارات جوية على قواعد عسكرية تابعة لتنظيم الدولة الإسلامية داخل شنغل وباج، مما أسفر عن مقتل ما لا يقل عن 10 مسلحين.[476]
- 4 تشرين الثاني / نوفمبر: قتل جون جالاغر، وهو رجل كندي يقاتل إلى جانب القوات الديمقراطية السورية، على يد انتحاري أثناء قتاله ضد مقاتلي الدولة الإسلامية في شمال شرق سوريا.[477][478]
- 4 تشرين الثاني / نوفمبر: قتل ما لا يقل عن 9 أشخاص من بينهم 4 من رجال الشرطة المصريين وأصيب 10 آخرون عندما أصاب مفجر انتحاري سيارته في ناد للشرطة في شبه جزيرة سيناء بمصر. وأعلنت داعش مسؤوليتها عن الهجوم.[479][480]
- 4 تشرين الثاني / نوفمبر: أعلن تنظيم الدولة الإسلامية عن مسؤوليته عن هجوم قرب العاصمة البنغلاديشية أسفر عن مقتل ضابط شرطة وجرح آخر.[481]
- 5 تشرين الثاني / نوفمبر: قصفت القوات الجوية النيجرية قاعدة بوكو حرام في جنوب شرق البلاد واعتقلت أكثر من 20 مسلحا.[482]
- 6 تشرين الثاني / نوفمبر: الغارات الجوية التي شنتها الطائرات الحربية الروسية على مدينة الرقة السورية التي تحتلها الدولة الإسلامية في العراق والشام قتلت 42 شخصا في وقت سابق من هذا الأسبوع، بينهم 27 مدنيا، و 15 مقاتلا من داعش يشكلون ما تبقى من عدد القتلى.[483]
- 7 تشرين الثاني / نوفمبر: أصيب أحد قادة جماعة أبو سياف بجروح خطيرة في اشتباك سولو أثناء عملية عسكرية فلبينية.[484]
- 8 تشرين الثاني / نوفمبر: قتل زعيم من جماعة أبو سياف مع فرقة أخرى تابعة للقوات الحكومية الفلبينية في باسيلان. أصيب 3 جنود في الاشتباك.[485]
- 10 تشرين الثاني / نوفمبر: يدعي داعش أن ينفق شبكته في منطقة البحر الكاريبي.[486]
- 10 تشرين الثاني / نوفمبر: قتل روبرت زانكيشيف، المعروف أيضا باسم عبد الله، أحد قادة داعش في شمال القوقاز، في عملية لمكافحة الإرهاب في نالتشيك، روسيا.[487]
- 11 تشرين الثاني / نوفمبر: قتلت بوكو حرام 5 مدنيين في هجومهم الأولي في القرية الواقعة في منطقة بوسو بالنيجر. قاد جنود النيجر المسلحين، وقتلوا حوالي 20 منهم.[488]
- 11 تشرين الثاني / نوفمبر: شنت البشمركة هجوما لاستعادة سنجار بعد الجمود الذي استمر عاما تقريبا من مواقعها على جبل سنجار والمدينة القديمة، مدعومة بقصف مدفعي كبير والدعم الجوي للتحالف. وتشارك قوات حماية الشعب وحزب الشعب الشعبى أيضا في الهجوم من مواقعهم الخاصة على الرغم من انفرادهم عن البيشمركة. يشكل اليزيديون جزءا كبيرا من القوة الكردية، إما كقوات داخل البيشمركة، أو يبس التابعة لحزب العمال الكردستاني، أو هب. تخلت داعش عن المدينة في اليوم الثاني، وفي الأيام التالية أقامت البيشمركة منطقة دفاعية حول المدينة ووقفت داعش إلى الطريق السريع 47 الذي يمتد بين الحدود السورية وتلعفر عبر سنجار.[489][490]
- 12 تشرين الثاني / نوفمبر: داعش يطالب بالمسؤولية عن تفجير انتحاري ضرب جنوب بيروت، مما أسفر عن مقتل 43 شخصا وجرح 239 شخصا على الأقل.[491]
- 12 تشرين الثاني / نوفمبر: تم الإعلان عن مقتل محمد إموازي، المعروف باسم جهاد يوحنا، في إضراب أمريكي في الرقة.[492]
- 13 تشرين الثاني / نوفمبر: أفادت الأنباء بأن تنظيم داعش أعلن مسؤوليته عن تفجير انتحاري في بغداد أسفر عن مقتل 18 شخصا على الأقل.[493]
- 13 تشرين الثاني / نوفمبر: أعلنت داعش مسؤوليتها عن الهجمات الإرهابية التي وقعت في باريس بفرنسا وأسفرت عن مصرع 130 شخصا وإصابة 352 آخرين بجراح، بما في ذلك ما لا يقل عن 99 شخصا بجروح خطيرة. وقتل سبعة إرهابيين في الهجمات، ستة منهم فجروا أنفسهم وقتل واحد على يد الشرطة الفرنسية.[494][495][496]
- 13 تشرين الثاني / نوفمبر: قتل ما لا يقل عن 9 إرهابيين من جماعة بوكو حرام وجرح جندي نيجيري أثناء هجوم على قاعدة عسكرية في غووزا بولاية بورنو في نيجيريا.[497]
- 14 تشرين الثاني / نوفمبر: فتح انتحاري النار على الشرطة التركية ثم فجر نفسه أثناء غاراته على مخبأ يشتبه في أن داعش في غازي عنتاب بالقرب من الحدود مع سوريا، مما أدى إلى إصابة 5 من ضباط الشرطة. وجاءت الغارة بعد ساعات من حادث آخر اشتبك فيه الجنود الأتراك مع مقاتلي داعش الذين أطلقوا النار عليهم بالقرب من غازي عنتاب. 4 قتل مقاتلو داعش.[498][499]
- 16 تشرين الثاني / نوفمبر: قتلت قوات من قيادة مسرح عملية «لافيا دول» في ولاية بورنو، نيجيريا، 37 مسلحا، وأسرت 23 منهم أحياء ودمرت العديد من مخيماتهم.[500]
- 16 تشرين الثاني / نوفمبر: قصفت الطائرات الحربية الأمريكية 116 شاحنة وقود داعش في شرق سوريا.[501]
- 17 تشرين الثاني / نوفمبر: شن مقاتلون من تنظيم داعش هجوما على قرية كردية قرب كوباني شمال سوريا. وقد أصيب ما لا يقل عن 7 مدنيين بجروح خلال الهجوم الذي شنته داعش على قرية ميراسير. القوات الجوية الروسية تدمر 140 هدفا في الرقة ودير الزور وحلب.[502][503]
- 17 تشرين الثاني / نوفمبر: بدأ مجهول تسرب المعلومات الشخصية للمتطرفين المشتبه بهم، بعد أن أعلن «الحرب» على داعش في أعقاب الهجمات المميتة في باريس.[504]
- 17 تشرين الثاني / نوفمبر: قتل مقاتلو جماعة أبو سياف التابعة ل داعش رهينة ماليزي في الفلبين.[505]
- 17 تشرين الثاني / نوفمبر: قتل 32 شخصا على الأقل واصيب 80 اخرون بجروح في انفجار عبوة ناسفة في سوق في مدينة يولا شمال شرق نيجيريا. ويشتبه في أن بوكو حرام كانت مسؤولة.[506]
- 18 تشرين الثاني / نوفمبر: داهمت الشرطة الفرنسية شقة بحثا عن أشخاص مشتبه بهم مرتبطين بهجمات باريس في 13 تشرين الثاني / نوفمبر. وقتل اثنان من الإرهابيين، بمن فيهم عبد الحميد أباود، أحد عناصر تنظيم داعش البلجيكي الذي يزعم أنه قام بتنسيق هجمات باريس في تشرين الثاني / نوفمبر. وأصيب 5 من رجال الشرطة بجراح طفيفة وقتل كلب شرطة. وعثر على امرأة أخرى ميتة في الشقة، وتم احتجاز ما مجموعه 5 أشخاص.[507][508]
- 18 تشرين الثاني / نوفمبر: قتل ناشط من تنظيم الدولة الإسلامية أثناء محاولته عبور الحدود بصورة غير مشروعة إلى تركيا.[509]
- 18 تشرين الثاني / نوفمبر: ادعى داعش أنهم قتلوا رهينتين - من النرويج والصين.[510]
- 18 تشرين الثاني / نوفمبر: في نيجيريا قتل 34 شخصا على الأقل واصيب 80 اخرون بجروح في تفجير انتحاري في يولا وهي بلدة محملة باللاجئين من الانتفاضة الإسلامية في نيجيريا. وفي وقت لاحق، قتلت اثنتان من الانتحاريين 15 شخصا على الأقل في مدينة كانو الشمالية وأصابت 53 آخرين.[511]
- 19 تشرين الثاني / نوفمبر: قتل قناص من تنظيم داعش بصاروخ بريطاني أطلق من اعصار سلاح الجو الملكي، ودعم القوات الكردية.[512]
- 19 تشرين الثاني / نوفمبر: اعترف تنظيم الدولة الإسلامية بقتل ثلاثة من قادتهم الميدانيين: «أبو نورلباجاسي»، و «محمد بن خيرات» و «العقاب» نتيجة للغارات الجوية الروسية في منطقة حلب.[513]
- 19 تشرين الثاني / نوفمبر: اعتقلت السلطات الكويتية 6 رجال يشتبه في انتمائهم إلى خلية إرهابية داعش. أحد المعتقلين، وهو أسامة محمد سعيد خياط، المولود في لبنان، استخدم موقعا تحت إشرافه للمساعدة في تمويل ودعم داعش.[514]
- 19 تشرين الثاني / نوفمبر: ألقي القبض على أحد المشتبه في أنهم إرهابيون تابعون لتنظيم داعش بعد أن اقتحمت الشرطة منازل طالبي اللجوء في بوليدن بالسويد.[515]
- 20 تشرين الثاني / نوفمبر: أعلنت داعش مسؤوليتها عن هجوم على الجيش في منطقة حضرموت الشرقية، في اليمن، أن مصدر أمني قتل ما لا يقل عن 19 جنديا يمنيا و 35 مسلحا.[516]
- 20 تشرين الثاني / نوفمبر: أفيد بأن قوات الجيش الأفغاني قتلت 12 من ناشطي داعش وأصابت 5 آخرين في مقاطعة نانغارهار الشرقية. أصيب 3 جنود حكوميين في العملية أيضا.[517]
- 20 تشرين الثاني / نوفمبر: قتل أحد أفراد جماعة أبو سياف، الذي يقال أنه ضالع في عملية اختطاف أجانب في ماليزيا، أثناء العمليات العسكرية في تاوي - تاوي، في عملية مشتركة بين الجيش والشرطة الفلبينية.[518]
- 21 تشرين الثاني / نوفمبر: اعتقلت تركيا رجلا بلجيكيا من أصل مغربي يدعى أحمد دهماني، يشتبه في تورطه في هجمات باريس في تشرين الثاني / نوفمبر. تم اعتقاله مع اثنين من الرجال السوريين يشتبه في التخطيط لمساعدة دهماني عبور بأمان إلى سوريا.
- 22 تشرين الثاني / نوفمبر: قتل 14 من أعضاء داعش في عمليتين خاصتين لمكافحة الإرهاب، بالقرب من نالتشيك، في روسيا 11 تم تحييد مقاتلي داعش من قبل فسب في العملية الأولى و 3 آخرين في الثانية.[519]
- 22 تشرين الثاني / نوفمبر: احتجزت شرطة دبي رجلا هنديا، تعقبه السلطات الهندية لأكثر من عام بسبب الأنشطة المشتبه بها عبر الإنترنت المرتبطة بتنظيم الدولة الإسلامية.[520]
- 23 تشرين الثاني / نوفمبر: استعاد الجيش السوري محين والقرى المحيطة به من داعش. واستهدف جيش النظام مواقع داعش بالقرب من حقل الشاعر للغاز بالمدفعية الثقيلة، مما أسفر عن مقتل 21 متمردا على الأقل.[521]
- 24 تشرين الثاني / نوفمبر: داعش يدعي وقوع هجوم فندقي أسفر عن مقتل 7 أشخاص، من بينهم قاضيان و 4 من رجال الشرطة ومدنى واحد، وجرح 10 في سيناء في مصر. قتل ما لا يقل عن إرهابيين اثنين.[522]
- 24 تشرين الثاني / نوفمبر: الجيش اللبناني يقبض على ناشط داعش في طرابلس[523]
- 25 تشرين الثاني / نوفمبر: ادعى تنظيم داعش الهجوم الانتحاري على حافلة من حراس الرئاسة التونسيين، مما أسفر عن مقتل 12 شخصا وإصابة 20 آخرين في تونس.[524][525]
- 25 تشرين الثاني / نوفمبر: قتلت سمرة كيسينوفيتش، وهي مراهقة نمساوية سافرت إلى سوريا للانضمام إلى تنظيم الدولة الإسلامية في العراق والشام، بعد تعرضها للضرب حتى الموت على يد الجماعة بعد محاولتها الفرار من الرقة. وقيل إن رفيقها، سابينا سليموفيتش، قتل في القتال في سوريا في سبتمبر / أيلول.[526]
- 26 تشرين الثاني / نوفمبر: قرر مجلس الأمن الاتحادي الألماني الانضمام إلى الحملة العسكرية ضد مقاتلي الدولة الإسلامية مع ست طائرات بانافيا تورنادو ريسي الاستطلاعية لدعم تحديد الأهداف. كما سترسل فرقاطة واحدة لقافلة حاملة الطائرات الفرنسية شارل ديجول في شرقى البحر المتوسط. وعلاوة على ذلك، فإنه سيتم دعم التزود بالوقود الجوي مع إيرباص A310 مرت. وسيتعين على البوندستاغ أن توافق على البعثة وأن تكون مبررة أساسا بالمادة 51 من ميثاق الأمم المتحدة، والمادة 42-7 من معاهدة لشبونة. ولن تشمل هذه المهمة الهجمات العسكرية وستتجنب المشاركة في المعارك.[527]
- 26 تشرين الثاني / نوفمبر: قتل 8 مسلحين يحملون علم داعش، ومن بينهم مواطن اندونيسي مشتبه فيه، في مواجهة مع القوات الحكومية، في مدينة باليمبانغ، سلطان كودارات، في الفلبين.[528]
- 26 تشرين الثاني / نوفمبر: قتل رجل سوري متهم بنقل الانتحاريين اللذين قاما بتفجير نفسه في تفجيرات بيروت عام 2015 في عملية مشتركة بين حزب الله وسوريا.[529]
- 26 تشرين الثاني / نوفمبر: فتح ما لا يقل عن 5 مسلحين النار على مسجد شيعي في شمال بنجلاديش، مما أسفر عن مقتل شخص واحد على الأقل وإصابة 3 آخرين. داعش، أعلنت مسؤوليتها عن الهجوم.[530]
- 26 تشرين الثاني / نوفمبر: تم اعتقال ما لا يقل عن 4 من مقاتلي داعش من منطقة باغمان في كابول.[531]
- 26 تشرين الثاني / نوفمبر: اكتسبت «غوست سيك»، وهي مجموعة قرصنة ذات صلة ب «أنونيموس»، موقعا على شبكة الإنترنت تدعم «داعش» وحل محلها إعلان الفياجرا.[532]
- 28 تشرين الثاني / نوفمبر: أفادت التقارير أن فرقة العمليات الخاصة التابعة للجيش العربي السوري المعروفة باسم «قوات النمور» استولت على قرية عقولة بعد معركة ضارية مع داعش في الريف الجنوبي لمطار الكويت العسكري. وقيل إن ما لا يقل عن 20 مقاتلا من الأعداء قتلوا خلال هذه العملية العسكرية لتحرير عاقلة.[533]
- 28 تشرين الثاني / نوفمبر: ادعى تنظيم داعش هجوما يقوده مسلحون مقنعون على دراجة نارية مما أسفر عن مقتل 4 من رجال الشرطة المصريين في جنوب القاهرة.[534]
- 28 تشرين الثاني / نوفمبر: ضبطت السلطات الفلبينية عضوا في جماعة أبو سياف مرتبطا باختطاف اثنين من الماليزيين في سانداكان في وقت سابق من هذا العام، أحدهما برنارد ثم، قطع رأسه هذا الشهر.[535]
- 28 تشرين الثاني / نوفمبر: اقتحم أعضاء بوكو حرام قرية حدودية في النيجر، مما أسفر عن مقتل 4 أشخاص وإشعال نحو 50 منزلا. أصيب 2 آخرون في الهجوم، ثم هاجم المهاجمون إلى نيجيريا. [536] قتل 11 شخصا، من بينهم جندي، وجرح آخر بجروح خطيرة في هجومين منفصلين قامت بهما بوكو حرام في شمال الكاميرون.[536][537]
- 29 تشرين الثاني / نوفمبر: 3 من المسلحين الذين أقسموا مؤخرا الولاء لتنظيم الدولة الإسلامية تم تحييدهم من قبل قوات الأمن الفدرالية في شمال القوقاز، روسيا.[538]
- 29 تشرين الثاني / نوفمبر: أجرى التحالف الدولي 15 إضرابا ضد تنظيم داعش في العراق وسوريا. وفي العراق، ضربت 12 غارة جوية بالقرب من 7 مدن، منها 5 بالقرب من الرمادي، 6 من الوحدات التكتيكية التابعة للمجموعات المسلحة، فضلا عن عدة مواقع قتالية ومركبات. 3 ضربات بالقرب من دير الزور والحول في سوريا أصابت وحدة تكتيكية أخرى ودمرت حاجز داعش فضلا عن عدة قطع من المعدات المستخدمة من قبل المسلحين.[539]
- 29 تشرين الثاني / نوفمبر: قتلت قوات الأمن الأفغانية ما لا يقل عن 5 من مقاتلي تنظيم داعش في شرق أفغانستان.[540]
- 29 تشرين الثاني / نوفمبر: قتل 4 أشخاص على الأقل واختطف عدد غير محدد من الفتيات المراهقات من قبل مسلحين من جماعة بوكو حرام من قرية بام في منطقة بيو المحلية في نيجيريا.[448]
- 30 تشرين الثاني / نوفمبر: اعتقل رجلان يحملان الجنسية الفرنسية يحاولان الانضمام إلى مقاتلى تنظيم داعش في ليبيا عبر تونس.[541]

### ديسمبر / كانون الأول 2015
- 1 ديسمبر / كانون الأول: أعلنت أجهزة الأمن الجورجية عن اعتقال 4 رجال يشتبه في علاقتهم بتنظيم الدولة الإسلامية (داعش).[542]
- 1 ديسمبر / كانون الأول: قتلت جماعة بوكو حرام 8 أشخاص في هجوم على قرية في جنوب شرق النيجر. قتل ما لا يقل عن 6 أشخاص وأصيب عدد آخر بجراح خلال غارة قام بها مسلحين من جماعة بوكو حرام على غامغارا، نيجيريا.[543][544]
- 1 ديسمبر / كانون الأول: اعتقل رجل مغربي، في بامبلونا في إسبانيا، للتخطيط للانضمام إلى تنظيم داعش في سوريا، على أيدي ضباط من الحرس المدني.[545]
- 2 ديسمبر / كانون الأول: قتل الجيش الكاميروني ما لا يقل عن 100 من مقاتلي جماعة بوكو حرام وأطلقوا سراح 900 رهينة في عملية على منطقة حدودية في نيجيريا.[546]
- 2 ديسمبر / كانون الأول: احتجزت الشرطة في إيطاليا وكوسوفو 4 من الكوسوفيين، على علاقة بتنظيم داعش، لتهديد بابا الفاتيكان ودبلوماسي أمريكي.[547]
- 2 ديسمبر / كانون الأول: قتل أعضاء من تنظيم داعش اثنين من أفراد قبيلة ذات نفوذ في جنوب شرق اليمن.[548]
- 2 ديسمبر / كانون الأول: قتل 14 شخصا وأصيب 21 آخرون في إطلاق نار جماعي في سان برناردينو بولاية كاليفورنيا الأمريكية. وقد قتلت الشرطة المشتبه فيهما، وهما الزوجان رضوان فاروق وتشفين مالك، وأصيب ضابط شرطة في إطلاق النار. تاشفين مالك، قام باعلان الولاء لتنظيم داعش على فيسبوك.[549][550]
- 4 ديسمبر / كانون الأول: ألقي القبض على عبد الله أبو بكر، أحد كبار قادة جماعة بوكو حرام التي أطلقتها السلطات العسكرية في منطقة أوبا أسكيرا، نيجيريا.[551]
- 5 ديسمبر / كانون الأول: فجرت ثلاث انتحاريات أنفسهما مما أدى إلى مقتل 30 شخصا في سوق مزدحمة في جزيرة كلفوا في بحيرة تشاد.[552]
- 6 ديسمبر / كانون الأول: قتل ما لا يقل عن 6 من مقاتلى تنظيم داعش على أيدي قوات الأمن الأفغانية، حيث تواصل العمليات البرية والجوية قمع عمليات الجماعة الإرهابية في محافظة نانغهارار الشرقية.[553]
- 6 ديسمبر / كانون الأول: قتل محافظ مدينة عدن اليمنية الرئيسية و 6 من حراسه الشخصيين في انفجار سيارة مفخخة. ادعى تنظيم داعش مسئوليته عن الهجوم.[554]
- 6 ديسمبر / كانون الأول: قتل 3 جنود عندما بدأ الجيش النيجيري في هجوم على جماعة بوكو حرام داخل غابة سامبيسا.[555]
- 7 ديسمبر / كانون الأول: قيل إن متطرفا دنمركيا مرتبطا بهجمات باريس قد قتل بمقتل طائرة بدون طيار في مدينة الرقة السورية. وقيل إنه قتل مع أحد قادة تنظيم داعش.[556]
- 9 ديسمبر / كانون الأول: اعترضت القوات الحكومية سائحا يشتبه في أنه كان ينقل الذخيرة إلى جماعة أبو سياف في سولو واستعادت عدد من قاذفات القنابل اليدوية في الفلبين.[557]
- 10 ديسمبر / كانون الأول: قتل 7 من المدنيين على أيدي جماعة بوكو حرام في قرية كامويا الواقعة على طول الحدود بين ولاية برنو وولاية يوبي في نيجيريا. وتم اختطاف العشرات من المدنيين.[558]
- 11 ديسمبر / كانون الأول: أعلنت الولايات المتحدة أن ضربة من طائرة بدون طيار في العراق في أواخر نوفمبر / تشرين الثاني قتلت وزير المالية في تنظيم داعش أبو صالح، وهو عضو سابق في تنظيم القاعدة. كما قتل شخصيتان ماليتان آخرتان في العراق: أبو مريم وأبو رحمان التونسي.[559]
- 11 ديسمبر / كانون الأول: اعتقلت الشرطة الكاتالونية علي شريف دماش أحد عناصر تنظيم داعش في غارة أمنية. ودماش مطلوب من قبل الولايات المتحدة والإنتربول لتوفير الدعم للإرهابيين. المشتبه به هو أصلا من الجزائر ولها الجنسية الايرلندية. استولت عناصر من تنظيم داعش على موقع اليونسكو الصراثي للتراث على الإنترنت.[560]
- 11 ديسمبر / كانون الأول: قتل 14 شخصا، وقطعت رؤوسهم، في هجوم لجماعة بوكو حرام على قرية في شمال شرق نيجيريا.[561]
- 12 ديسمبر / كانون الأول: اعتقلت الشرطة والسلطات العسكرية عضوا سيئ السمعة في جماعة أبو سياف الذي يواجه سلسلة من القضايا الجنائية المتعلقة بالاختطاف والاحتجاز غير القانوني في زامبوانجا، الفلبين.[562]
- 12 ديسمبر / كانون الأول: هاجم مسلحون من جماعة بوكو حرام 3 قرى في شمال شرق نيجيريا، مما أسفر عن مقتل 30 شخصا وإصابة 20 آخرين.[563]
- 15 ديسمبر / كانون الأول: قتل 13 من جماعة أبو سياف و 2 من الجنود في معركة نارية بينما أصيب 10 جنود آخرين في البركة، باسيلان، الفلبين. 7 أصيب جنود الجيش في أعقاب هجوم شنه 150 إرهابيا يشتبه في أنهم من جماعة أبو سياف في مقر الكتيبة في باتيكول سولو.[564][565]
- 16 ديسمبر / كانون الأول: شن تنظيم داعش هجوم خطير، حيث هاجم 300 مقاتل عدة مواقع كردية شمال وشرق الموصل. وتفاوتت التقارير عن عدد قتلى تنظيم الدولة الإسلامية (داعش) من 42 قتيلا إلى المئات.[566]
- 24 ديسمبر / كانون الأول: تعهد نحو 200 من مقاتلي حركة الشباب المجاهدين العاملين في المنطقة الحدودية بين الصومال وكينيا بالولاء لتنظيم داعش. هذه الخطوة تعني انشقاقا في صفوف حركة الشباب بين أولئك الذين ما زالوا موالين لتنظيم القاعدة وهذه المجموعة المنشقة الجديدة. وبتبديل الولاء، أجاب هؤلاء الأخيرون بدعوة من جماعة بوكو حرام التابعة لتنظيم داعش النيجيري للانضمام إلى تنظيم داعش. وقد ارتكبت الجماعة بالفعل هجومين على الأقل في الأسبوعين الماضيين، مما أسفر عن مقتل جندي واثنين من المدنيين.[567]
- 28 ديسمبر / كانون الأول: استعادت القوات العراقية مجمع الحكومة المركزية في الرمادي، التي تعتبر آخر عقبة رئيسية في محاولة لطرد تنظيم داعش من المدينة. وقال مسؤول عراقي، خارج السجل، أن ما يقرب من 45٪ من المدينة لا تزال تحت سيطرة تنظيم داعش، إلى حد كبير في الشمال والغرب. وقال متحدث باسم قوات مكافحة الإرهاب العراقية إن حوالي 100 من أعضاء تنظيم داعش لا يزالون في المدينة.[568]
- 28 ديسمبر / كانون الأول: فجرت انتحاريتان نفسهما من جماعة بوكو حرام في الصباح متفجراتهما في سوق مزدحمة في مدغالي. ووفقا لما ذكره أحد السكان المحليين، قتل ما لا يقل عن 28 شخصا.[569]
- 30 ديسمبر / كانون الأول: هاجمت ولاية القوقاز التابع لتنظيم داعش مجموعة من السياح الذين زاروا قلعة نارين - كالا في داغستان؛ قتل شخص واحد وأصيب أحد عشر شخصا.[570]
- 31 ديسمبر / كانون الأول: أعلنت وزارة العدل الأمريكية عن اعتقال رجل في روتشستر بنيويورك يزعم أنه خطط لهجوم تابع لتنظيم الدولة الإسلامية (داعش) في احتفالات رأس السنة المحلية.[571]